# Münchhausen (Adelsgeschlecht)
Die Münchhausen sind ein ursprünglich im Gebiet des heutigen Niedersachsen beheimatetes, 1183 erstmals urkundlich erwähntes Adelsgeschlecht. Das Stammhaus lag in der wüst gefallenen Siedlung Munichehausen bei Rehburg im ehemaligen Fürstentum Calenberg.
Die Familie erwarb außerdem Besitzungen in der Grafschaft Schaumburg, der Grafschaft Hoya sowie im Hochstift Minden. Zweige der Familie breiteten sich später auch ins heutige Sachsen-Anhalt aus.

## Geschichte

### Ursprünge

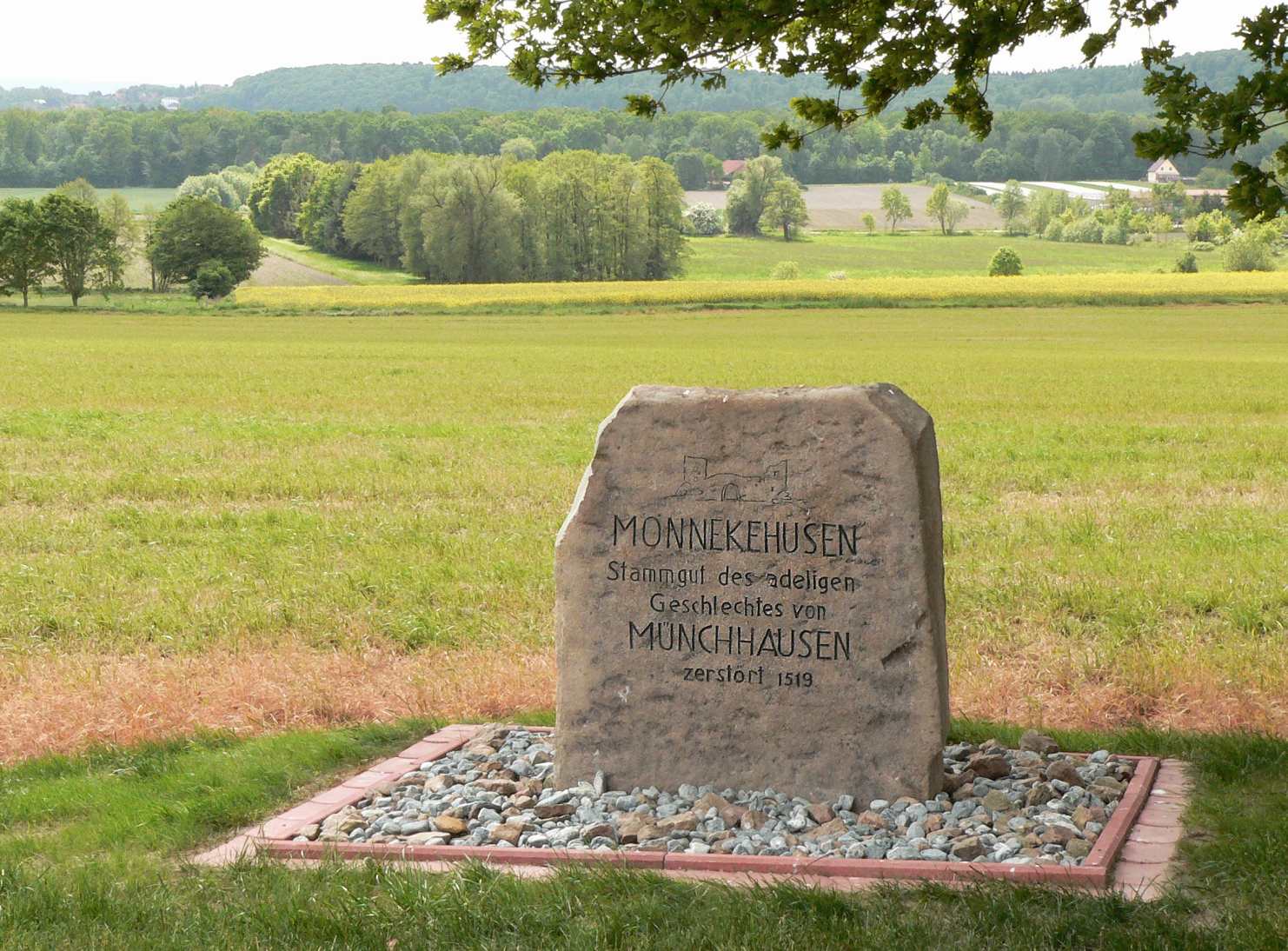
Gedenkstein für Munichehausen als Stammsitz des Geschlechts am Hang des Haarbergs bei Winzlar

Das Geschlecht erscheint erstmals urkundlich 1183 mit dominus Rembertus, pater Gyselheri de Monechusen (Herr Rembert, Vater des Giselher von Münchhausen), mit dem auch die Stammreihe beginnt. Der namensgebende Stammsitz lag in der wüst gefallenen Siedlung Munichehausen auf dem Haarberg, zwischen den später entstandenen Orten Rehburg und Winzlar, nahe dem Westufer des Steinhuder Meers.
Nach der Urkunde von 1183 hat offenbar Giselher, Sohn des Rembert, als erster seinen Wohnsitz in Monechusen (später auch Munichehausen oder Mönnekehusen) genommen und sich nach diesem Ort benannt. 1163 war das nahe gelegene Zisterzienserkloster Loccum vom Grafen Wilbrand I. von Loccum-Hallermund gegründet worden. Um 1250 beschrieb ein Loccumer Mönch in der sogenannten Vetus narratio de fundatione Monasterii Luccensis, also der „Alten Erzählung von der Gründung des Loccumer Klosters“, die Lebensumstände der ersten „weißen Mönche“ als dramatisch schlecht. Sie hätten sich an einem „Ort des Schreckens und weiter Einsamkeit“ niedergelassen, einem Ort „des Aufenthalts von Räubern und Wegelagerern“. Es ist daher wahrscheinlich, dass in den beiden Jahrzehnten nach der Klostergründung ein Festes Haus mit entsprechender Wachmannschaft zum Schutz der Mönche eingerichtet wurde und dass hierzu entweder der Klosterstifter († 1167) oder seine Söhne oder der Bischof von Minden dem genannten Giselher das Waldgebiet um den Haarberg übereignet haben, um diesen zu roden und dort eine kleine Burg oder einen befestigten Hof zu errichten. Treuer vermutet in seiner Geschlechtshistorie von 1740 jedoch, dass der Ort bereits von einem älteren Mönchshof seinen Namen herleite, den ein Mindener Kloster schon zuvor gegründet und mit Mönchen besetzt habe. Dass auch in späteren Generationen keine Lehnserneuerungen für den Stammsitz nachgewiesen sind, spricht dafür, dass es sich von Anfang an um Allodialbesitz handelte und die Münchhausen keine unfreien Ministerialen, sondern Edelfreie waren. Dafür spricht auch die Bezeichnung des Stammvaters Rembert als „Herr“ in der Urkunde.

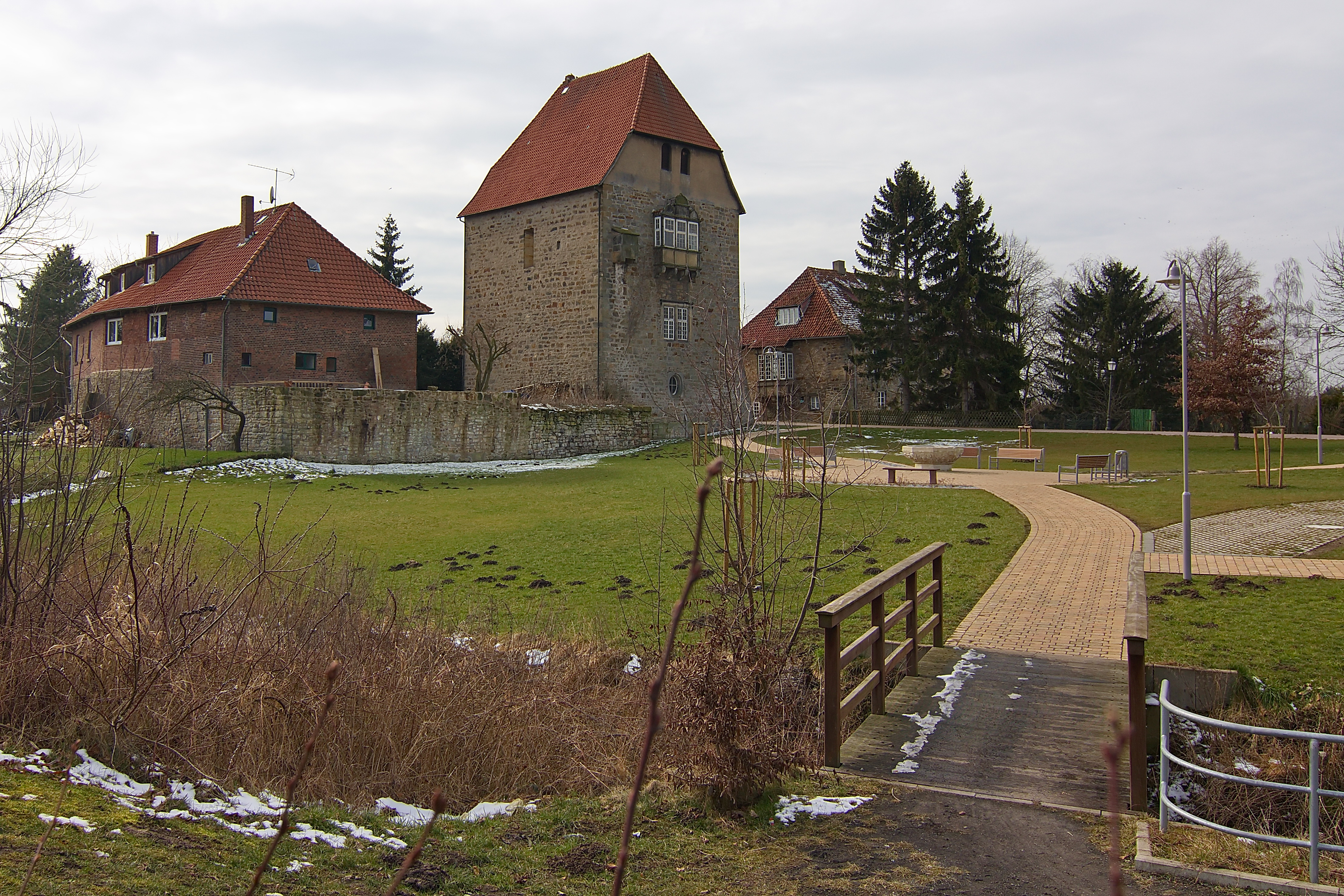
Wasserburg Sachsenhagen

Schon Gottlieb Samuel Treuer, der 1740 einen Stammbaum des Geschlechts entwarf, weist einen Zusammenhang mit einem im Stift Corvey bereits 889 erwähnten Ort und Geschlecht von Münchhausen als spekulativ zurück. Lenthe/Mahrenholtz halten jedoch eine Abstammungsgemeinschaft mit den edelfreien Herren von Slon, von Vornholte und von Hademstorf aus der südlichen Lüneburger Heide für sehr wahrscheinlich, da in diesen (später erloschenen) Familien die drei Leitnamen Rembert, Justatius und Giselher seit 1127 urkundlich bezeugt sind, die exakt den Namen der ersten fünf Generationen der Münchhausens entsprechen. Sowohl Rembert II., Sohn des ersterwähnten Giselher, als auch dessen Söhne Giselher II. und Justacius I. (die beiden Begründer der weißen und schwarzen Linien) waren um 1260–1297 Burgmänner und Vögte auf der nahe dem Stammsitz gelegenen Wasserburg Sachsenhagen, die um 1250 der Askanier Albrecht I., Herzog von Sachsen, hatte erbauen lassen und die 1253 durch einen Vergleich an Bischof Wittekind I. von Minden gekommen war, der den zweiten Rembert dort einsetzte.
Die „Villa Monickhusen“ wird 1335 zum letzten Mal als bewohnte Siedlung erwähnt; entweder durch kriegerische Zerstörungen oder eine Flut oder die Pest von 1348/49 wurde sie bald darauf wüst. Die Eigenkirche der Burgherren blieb jedoch noch eine Weile bestehen, da 1386 Heiniko von Münchhausen ihr einige Grundstücke aus dem Gutsland seines Honhove (hohen Hofs) daselbst zu ihrem Unterhalt schenkte. 1555 war die Kirche in Verfall geraten, als Clamor von Münchhausen dieselben Ländereien nunmehr dem ersten evangelischen Pfarrer von Rehburg zuwies. Ferner errichtete Clamor 1545 – angeblich unter Verwendung von Steinen der Burg- und Kirchenruinen Münchhausen – auf den zugehörigen Ländereien eine Wasserburg in Brokeloh, wo er sich an schwer zugänglicher Stelle im Moor vor den Gefahren eines Kriegszugs sicher fühlte. Sein Sohn Erich-Hans vollendete das Gebäude um 1600, geriet jedoch schon zwei Jahre später in Konkurs und musste den Besitz verkaufen, ebenso wie den seit 1269 für die Familie nachgewiesenen Lehnsbesitz in Nordsehl und Lüdersfeld bei Stadthagen.

### Ausbreitung
Bereits Mitte des 13. Jahrhunderts hatte sich das Geschlecht in eine schwarze und eine weiße Linie geteilt, die beide bis heute bestehen. Im hohen und späten Mittelalter stellten die Münchhausen Burgmannen, die in Städten und Flecken der Grafen von Schaumburg, der Grafen von Hoya sowie des Hochstifts Minden landesherrliche Besitzungen verwalteten und für die Verteidigung von Städten und Burgen zuständig waren. Zu ihrer Versorgung erhielten sie umliegende Ländereien als Burglehn und errichteten sich Burgmannshöfe. Ab dem 14. Jahrhundert wurden auch Amts- und Drostenstellen besetzt sowie Pfandgüter erworben.

#### In der Ursprungsregion

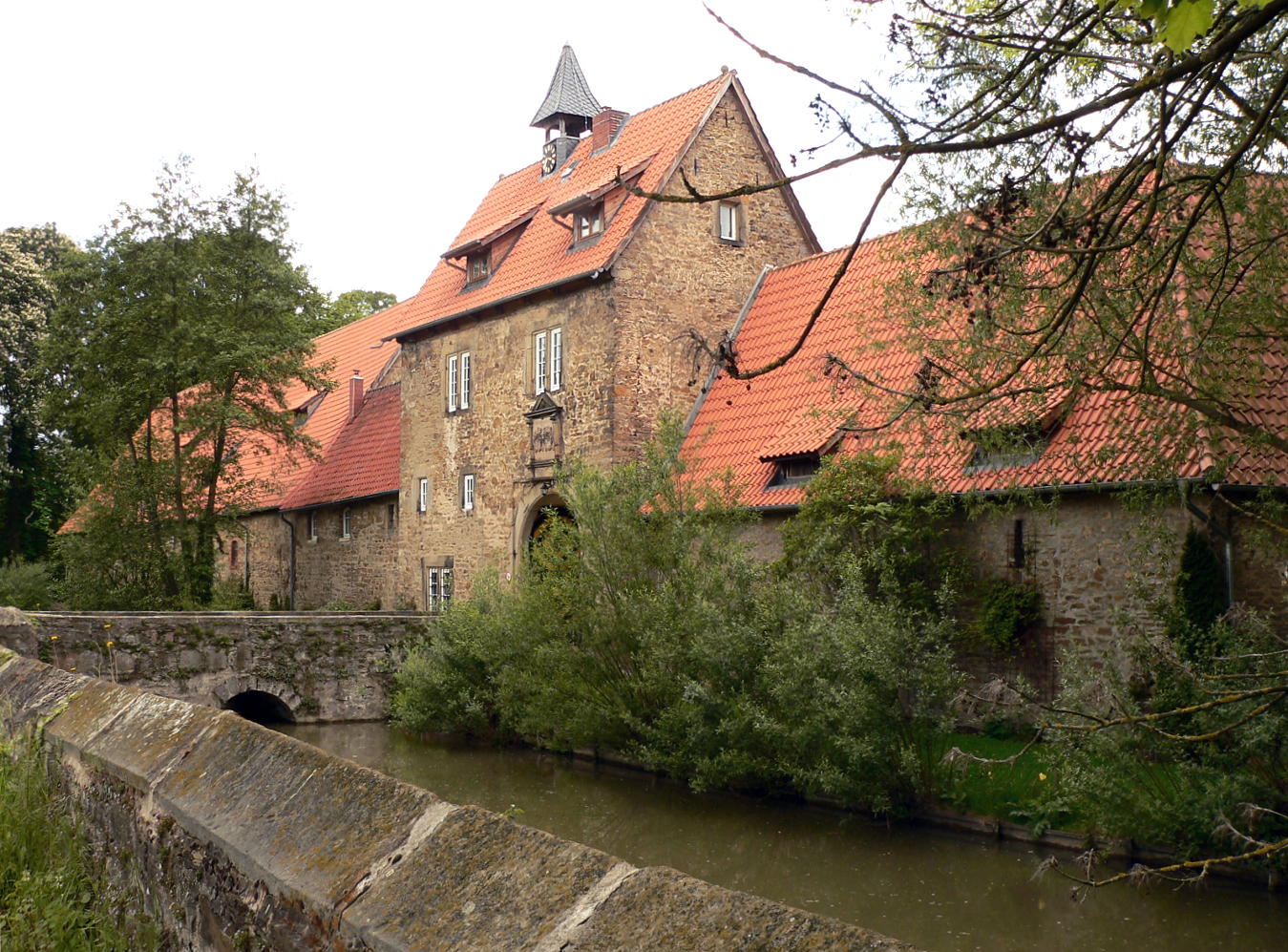
Torhaus des Rittergutes Apelern, Landkreis Schaumburg

1377 stellte die weiße Linie Burgmannen auf dem schaumburgischen Amtsschloss Lauenau, die vom Grafen Otto I. den „halben Zehnten zu Schwedesdorf“ sowie drei Höfe im benachbarten Apelern zu Lehen bekamen. Sie erhielten außerdem ein „freies Burglehn in der Vorburg zu Lauenau“, wo sie einen Burgmannshof errichteten. Lauenau wechselte 1512 aus dem jahrhundertelangen Pfandbesitz der Grafen von Schauenburg und Holstein zurück zu den Welfen, die das Amtsschloss ursprünglich errichtet hatten; es wurde nun Teil des Fürstentums Calenberg. Börries von Münchhausen (1515–1583), Drost zu Lauenau, erbaute um 1560–61 in Apelern, das weiterhin zur Grafschaft Schaumburg gehörte, ein Wasserschloss. Sein Sohn Otto, seit 1583 Drost, erbaute auf der Vorburg in Lauenau ab 1596 das Schloss Schwedesdorf, wodurch er den alten Burgmannshof zu einem eigenen Rittergut mit Landtagsfähigkeit aufwerten konnte. 1378 erhielten die Münchhausen von den Grafen von Hoya, Herren der Burg Stolzenau, ein Burglehn in Stolzenau, wo sie sich als Burgmannssitz einen „Freihof“ errichteten. Die Güter Apelern und Lauenau-Schwedesdorf sowie der Freihof Stolzenau befinden sich seit rund 650 Jahren bis heute im Familienbesitz.
1376 wurde Statius von Münchhausen vom Mindener Bischof Wittekind II. mit sechs Häusern auf der Vitebellen-Straße in Minden belehnt. Der Spenthof vor Minden befand sich bis ins 17. Jahrhundert im Familienbesitz. Im Hochstift Minden (ab 1648 Fürstentum Minden) besaßen die Münchhausen zeitweise das Gut Groß-Eickel (bei Blasheim), Burgmannshöfe in Friedewalde, Petershagen und Schlüsselburg sowie einen Hof in Hasselkamp. Ludolf von Münchhausen, Burgmann des Hochstifts Minden auf der Burg Vlotho, erhielt 1362 den Pfandbesitz an den bischöflichen Gütern Haddenhausen und Ovelgönne. 1385 belehnte ihn der Mindener Bischof Gerhard III. von Hoya mit zwei Hufen zu Haddenhausen sowie einer Anzahl von Meierhöfen in umliegenden Orten, aus denen dann im 15. Jahrhundert das Rittergut Haddenhausen gebildet wurde. Um 1460 wurde das Gut in einer Fehde zwischen den Bischöfen von Minden und Osnabrück zerstört. Im 16. Jahrhundert führte die Reformation zu neuen Konflikten. Der Graf von Hoya bekannte sich schon 1523 zur Reformation, Luther entsandte 1525 den flämischen Reformator Adrian Buxschott nach Nienburg. Als die Bischofsstadt Minden den Lehren Luthers zuneigte, hielt Johann von Münchhausen zu Haddenhausen an der katholischen Lehre fest und zettelte bewaffnete Scharmützel mit der Stadt an, nachdem 1530 Franz von Waldeck zum Bischof von Minden gewählt worden war. Deshalb zerstörte ein Kontingent der Stadt 1530 erneut die Burg Haddenhausen. Diese baute erst Johanns Sohn Christoph von Münchhausen 1553 wieder auf. Er und sein Bruder, Bischof Johann von Münchhausen, wichen aufgrund der religiösen Konflikte ab 1541 zeitweise ins Baltikum aus, wo sie mit Unterstützung Dänemarks in zwei Teilterritorien der Livländischen Konföderation an die Macht kamen. Als sie um 1560 zurückkehrten, war ihre Heimatregion überwiegend protestantisch geworden, die Mindener Bischöfe hatten sich dem Protestantismus angenähert, im Fürstentum Calenberg rangen die protestantischen Städte 1553 den schwankenden Fürsten die Bekenntnisfreiheit ab, in der Grafschaft Schaumburg führte Graf Otto IV. 1559 die Reformation ein. 1610 wurde Haddenhausen an einen Schwiegersohn aus der Familie von dem Bussche verkauft; er und seine Frau Hedwig von Münchhausen ließen ab 1613 das Schloss Haddenhausen erbauen, das der Familie Bussche noch gehört.
1463 erhielten die Münchhausen von den Schaumburger Grafen zwei freie Burglehn in Bückeburg, wo sie den Münchhausen’schen Burgmannshof errichteten. 1524 wurde Otto von Münchhausen als „Halbmitglied“ in die Lübecker Zirkelgesellschaft aufgenommen. 1527 belehnte Graf Jobst I. von Schaumburg Hilmar von Münchhausen und seine Brüder gegen 600 Gulden mit einem freien Burgmannshof zu Rinteln, verbunden mit der Verpflichtung zur Verteidigung der Stadtbefestigung Rinteln. Der Hof blieb bis zur Vererbung an weibliche Nachkommen im 20. Jahrhundert im Besitz der Münchhausen. Bei der Aufteilung der Grafschaft Schaumburg 1640 kam Rinteln an die Landgrafen von Hessen-Kassel, weshalb einige Münchhausen auch in deren Dienste traten.
Ferner wurden wiederholt landesherrliche Pfandgüter erworben, etwa die dem Stammsitz Munichehausen benachbarte Burg Rehburg (1387–1586) von den Herzögen von Braunschweig und Lüneburg (Fürstentum Lüneburg), die Burg Schlüsselburg und die Burg Rahden (1464–1533) vom Hochstift Minden, die Burg Aerzen (1508 – Ende 17. Jahrhundert) vom Hochstift Hildesheim, 1587 das Schloss Grohnde vom Fürstentum Calenberg-Göttingen, die Burg Diepenau und der Amtshof in Steyerberg (1549–1766) von den Grafen von Hoya (nach deren Aussterben 1582 teilten sich die Herzöge von Braunschweig-Lüneburg die Grafschaft Hoya auf). Dazu gehörten jeweils ausgedehnte Grundherrschaften mit zahlreichen abgabepflichtigen Dörfern von Hörigen und Grundholden. Diese Pfandbesitze fielen aber meist nach einigen Generationen durch Einlösung wieder zurück. Pfandgüter stellten wichtige Einnahmequellen dar, ihr Entzug konnte Fehden auslösen, so auch zwischen den Fürstbischöfen von Hildesheim und den braunschweigischen Fürsten in der Hildesheimer Stiftsfehde von 1519 bis 1523, die die ganze Region ergriff und die regionalen Machtzentren in zwei Parteien teilte. Der Konflikt ging um verpfändete fürstliche Amtsbezirke sowie um ritterliche Pfandgüter. Einer der Auslöser dieser „letzten mittelalterlichen Fehde“ war die Ermordung des Stacius von Münchhausen 1518 durch seine Pfandrivalen aus den Familien Saldern und Hardenberg. Im Zuge dieser Stiftsfehde belagerte der schaumburgische Feldoberst Ludolf von Münchhausen 1519 die welfische Amtsburg in Lauenau; die Burgbesatzung ergab sich gegen freien Abzug, doch die gräflichen Brüder Anton und Johann IV. von Schaumburg ließen Ludolf die Burg Lauenau bis auf die Grundmauern zerstören, damit Herzog Erich I. von Calenberg sie nicht erneut gegen die Schaumburger einsetzen konnte. Erst nachdem diese 1565 von den Welfen das Amt Lauenau gegen Zahlung zu Lehen erhalten hatten, wurde die Wasserburg bis 1572 als Schloss Lauenau wieder aufgebaut; hier zogen nun die „weißen“ Münchhausen als schaumburgische Amtsdrosten ein.

#### Weiteres Ausgreifen
Im 16. Jahrhundert gelang der Familie ein großer materieller Aufschwung durch einige erfolgreiche Söldnerführer, also selbständige Militärunternehmer, die den Heeren ihrer fürstlichen Auftraggeber gegen feste Summen vertraglich vereinbarte Kontingente an Kriegsvolk zuführten, insbesondere Hilmar von Münchhausen (1512–1573) aus der schwarzen Linie, der seine Brüder und Vettern hierzu mit heranzog. Durch reichen Sold und Kriegsbeute war er bald in der Lage, einen Besitz nach dem anderen, teils als Lehen, teils als Pfandschaft, zu erwerben, womit er den Grundstock für den bedeutenden Reichtum seiner Nachfahren legte. Einige der Besitze statteten er sowie seine Söhne, Hilmar der Jüngere und Statius, mit prachtvollen, bis heute kulturhistorisch bedeutenden Schlössern der Weserrenaissance aus, so Schwöbber, Bevern, Wendlinghausen und Leitzkau, während die Vettern aus der weißen Linie, von denen einige ebenfalls an den Söldnerfeldzügen teilnahmen, zur selben Zeit das Wasserschloss in Apelern, den Münchhausenhof in Hessisch Oldendorf, das Rittergut Remeringhausen und Schloss Schwedesdorf in Lauenau errichteten. Als Nebengut zu Apelern entstand das Gut Nienfeld.

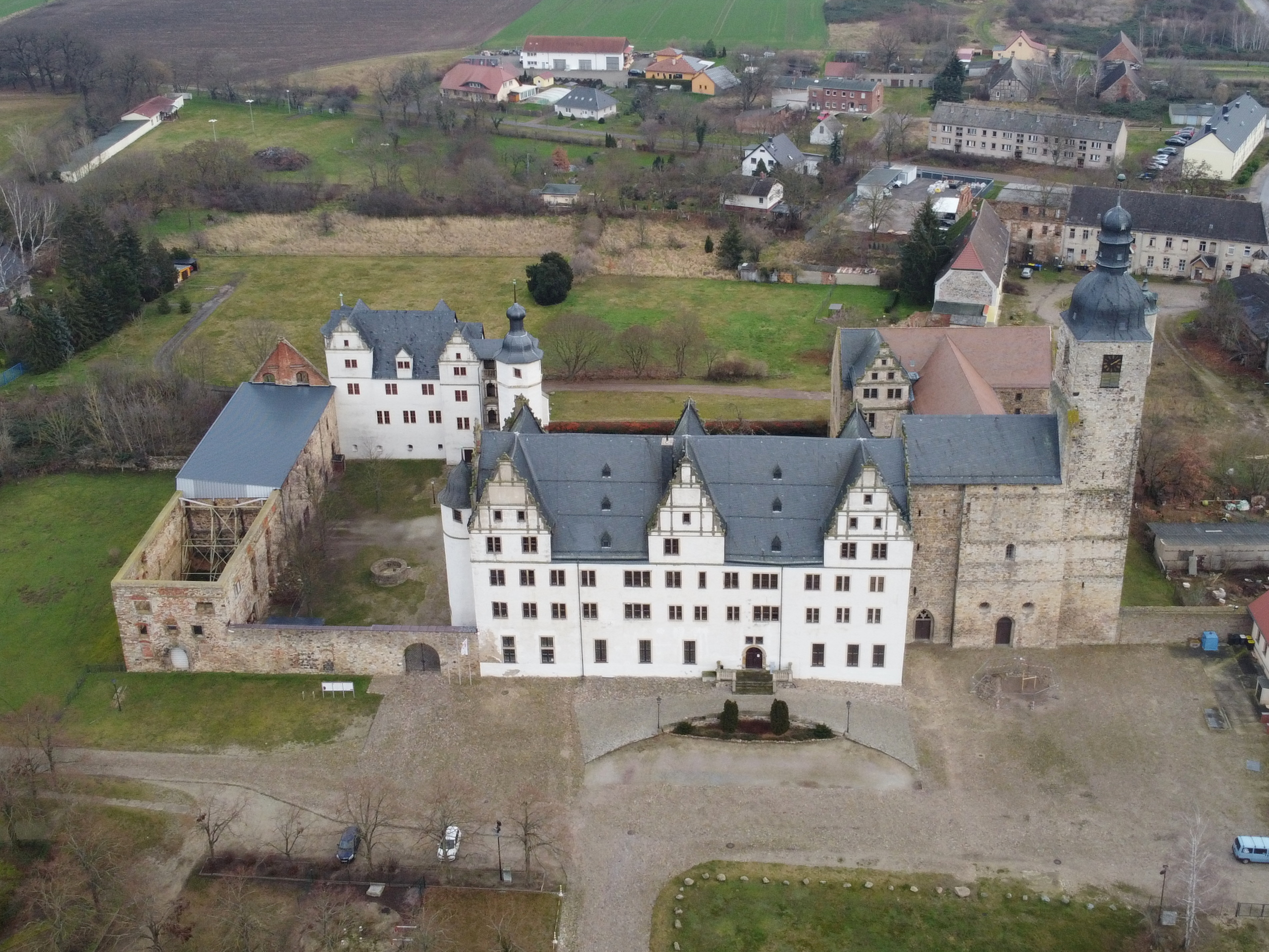
Schloss Leitzkau

Durch Hilmars Erwerb des ehemaligen Prämonstratenser-Chorherrenstifts Leitzkau bei Magdeburg 1564 bildete die Familie bald – neben ihrer angestammten Heimat im Schaumburger Land sowie im südlich angrenzenden Weserbergland – einen zweiten Schwerpunkt an der Elbe. Damit besaßen die Münchhausen erstmals auch ein brandenburgisches Lehen. Hilmar begann den Umbau des aufgelassenen Klosters zum Schloss Leitzkau, den ab 1593 sein Sohn Statius von Münchhausen vollendete. Dieser war einer der erfolgreichsten Geschäftsmänner seiner Zeit, Güterhändler, Kredithändler und Montanunternehmer, auch bedeutender Bauherr, der schließlich jedoch unverschuldet in den Konkurs getrieben wurde und 1618 Leitzkau für 170.000 Taler an drei Söhne seines 1617 verstorbenen Bruders Hilmar des Jüngeren verkaufen musste. 1679 teilten die Familien zweier Brüder durch Los die Gebäude und Ländereien untereinander auf; es wurden zwei selbstständige Rittergüter „Althaus Leitzkau“ (mit Hobeck) und „Neuhaus Leitzkau“ gebildet, der Schlosshof wurde durch eine Mauer geteilt. Diese beiden Güter blieben bis 1945 im Besitz zweier Zweige der Familie.
Heiraten führten zur Verwandtschaft mit schlossgesessenen Familien Brandenburgs, Sachsens und Thüringens wie den Bismarck, Quitzow, Selmnitz, Schulenburg, Wangenheim usw., was auch zur Besitzerweiterung durch Erbschaften oder Ankäufe führte, insbesondere im Thüringer Kreis des Kurfürstentums Sachsen (1686 Steinburg, 1705 Gatterstädt, 1706 Straußfurt – wo der hannoversche Premierminister Gerlach Adolph von Münchhausen um 1735 noch einmal einen großen Schlossbau unternahm –, 1720 Gut Eulenfeld bei Eilenburg, 1730 Herrengosserstedt, 1786 Ingersleben im Herzogtum Sachsen-Gotha-Altenburg). In Niedersachsen erwarb die schwarze Linie 1655 das Rittergut Voldagsen, 1764 das Gut Bettensen, die weiße 1739 Moringen, 1750 Parensen, 1769 Hedwigsburg und 1776 Groß Vahlberg. Im 19. Jahrhundert kamen noch Niederschwedeldorf mit Eisersdorf in der schlesischen Grafschaft Glatz, Windischleuba in Thüringen und im frühen 20. Jahrhundert durch Einheirat Gut Rosenkrantz bei Kiel (Schleswig-Holstein), Gut Nausitz (Thüringen) und Schloss Vitzenburg (Sachsen-Anhalt) hinzu. Eine Münchhausen’sche Familiengruft der Renaissancezeit befindet sich als Anbau an der Kirche Apelern, eine des 19. Jahrhunderts im Park des Schlosses Apelern, eine weitere Gruft in der Klosterkirche Kemnade, in der auch der berühmte Hieronymus Carl Friedrich (1720–1797) bestattet ist. Der als „Lügenbaron“ bekannt gewordene Geschichtenerzähler verhalf dem Familiennamen (unfreiwillig) zu Weltruhm, doch galt zu seinen Lebzeiten der hannoversche Premierminister Gerlach Adolph von Münchhausen (1688–1770), ein Cousin seines Vaters, als bedeutendster Repräsentant der Familie.
1945 gingen die mitteldeutschen Besitze durch die Bodenreform in der Sowjetischen Besatzungszone verloren (Leitzkau, Steinburg, Herrengosserstedt, Windischleuba, Nausitz und Vitzenburg) sowie Niederschwedeldorf mit Eisersdorf durch die Vertreibung aus Schlesien. Von den verbliebenen niedersächsischen Besitzungen gingen im 20. Jahrhundert einige durch Erbschaften (Remeringhausen, Nienfeld, Moringen, Parensen, Rinteln) oder Verkäufe (Schwöbber, Hessisch Oldendorf) aus der Familie, während sechs Güter bis heute im Mannesstamm der Familie gehalten werden konnten: Rittergut Apelern, Rittergut Schwedesdorf in Lauenau, der Freihof in Stolzenau, das Rittergut Bettensen, das Rittergut Groß Vahlberg und das Gut Rosenkrantz bei Kiel. Einige der Besitzer sind Mitglieder in historischen Ritterschaften: der Schaumburgischen Ritterschaft (Apelern), der Calenbergischen Ritterschaft (Lauenau und Bettensen), der Hoya-Diepholzschen Ritterschaft (Stolzenau), der Ritterschaft des ehemaligen Herzogtums Braunschweig (Vahlberg). Eine Mitgliedschaft als „Recepti“ in der Schleswig-Holsteinischen Ritterschaft (möglich für Rosenkrantz) wird in der Regel erst nach drei Generationen und 60 Jahren eingeräumt.
In einigen Fällen gelang es zudem nach der Wiedervereinigung Teile des enteigneten Besitzes zurückzukaufen. So gehören der Familie u. a. wieder Teile der ehemaligen forstwirtschaftlichen Flächen von Schloss Vitzenburg (sowie der zugehörige Weinberg samt barockem Pavillon) und von Herrengosserstedt. Die Bemühungen, Flächen von Schloss Leitzkau zurückzuerlangen, scheiterten letztendlich. Allerdings konnten Flächen eines Nachbargutes gekauft werden, welche bis heute von der Familie (Gut Rosenkrantz) bewirtschaftet werden.
Die Vertreter der schwarzen Linie bekleideten 1433–1618 das Amt des Erbmarschalls des Hochstifts Minden. Den Freiherrentitel führten seit dem 18. Jahrhundert verschiedene Familienmitglieder. Zur Begründung wurde oft auf den Erwerb der Herrschaft Leitzkau durch den Obristen Hilmar von Münchhausen 1564 als „freies Eigen“ hingewiesen, doch belegen zahlreiche kurbrandenburgische und preußische Lehnbriefe, dass es sich bei Leitzkau zunächst um ein Lehngut handelte. Erst 1717 wurde es wie alle anderen Lehngüter der Mark Brandenburg auf Weisung des Königs Friedrich Wilhelm I. ein Allodialgut, von dem aber vier Lehnpferde gestellt bzw. als Äquivalent jährlich 160 Taler Lehngelder an die Zauchische Kreiskasse gezahlt werden mussten. Es kam jedenfalls nicht zu einer förmlichen Erhebung in den Reichsfreiherrenstand. Den meisten Linien des Hauses wurde im 19. Jahrhundert jedoch der Freiherrentitel durch Reskripte des königlich-preußischen Heroldsamtes (von 1861, 1888 und 1898) bestätigt.

## Leitnamen
Zu den drei ursprünglichen Leitnamen des Geschlechts im 12. Jahrhundert, Rembert, Giselher und Justatius (Statius, in niederdeutscher Kurzform auch Staatz), traten im 13. Jahrhundert die Vornamen Johann(es), Heyno (Heineko, Heynecke) und Cord (Conrad) hinzu (letzterer durch die eingeheiratete Tochter eines Cord von Broke); seit dem 14. Jahrhundert Ludolf und Gerlach sowie ab dem 15. Jahrhundert Liborius (Börries) (durch die Tochter eines Borries von Widen) sowie Ernst (durch die Schwester eines Ernst von dem Bussche) und Clamor (durch die Tochter eines Clamor von Reden). Der Name Hilmar tritt erstmals mit dem bekannten Obristen Hilmar (* 1512) auf, der nach seinem mütterlichen Großvater Hilmar von Oberg benannt war. Der Name Friedemann stammt aus der Familie von Selmnitz. Diese Vornamen sind bis heute in der Familie gebräuchlich.

## Wappen
Das Stammwappen zeigt in Gold einen schreitenden, halbrechts gewandten Zisterzienser-Mönch in weißer Kutte (Tunika) mit schwarzem Skapulier, in der Rechten einen roten Krummstab, in der Linken einen roten Buchbeutel haltend. Auf dem Helm mit schwarz-gelben Decken der Mönch. Dessen Kleidung weist je nach Linie unterschiedliche Tinkturen auf.

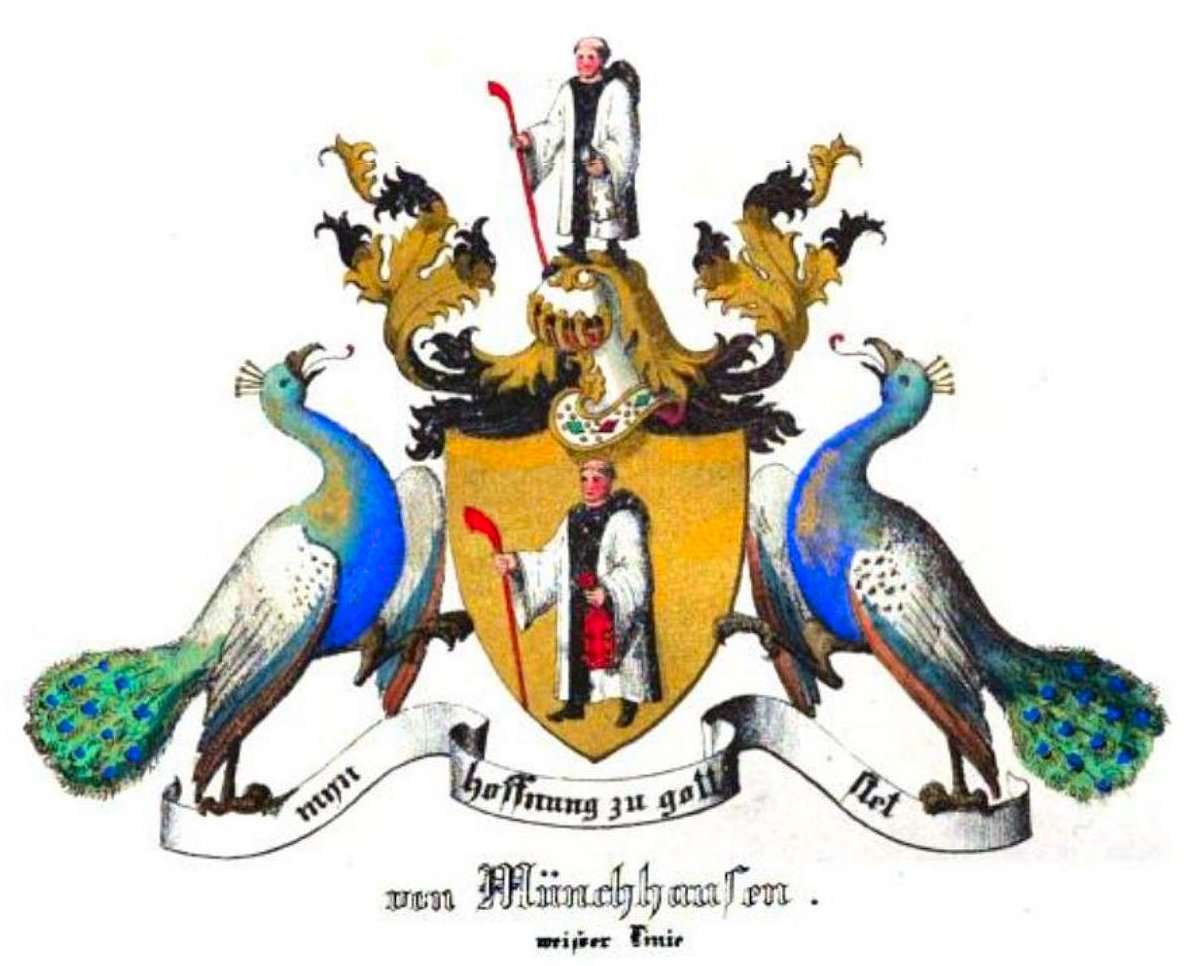
Wappen weiße Linie im Geschlechts- und Wappenbuch des Königreichs Hannover und des Herzogthums Braunschweig
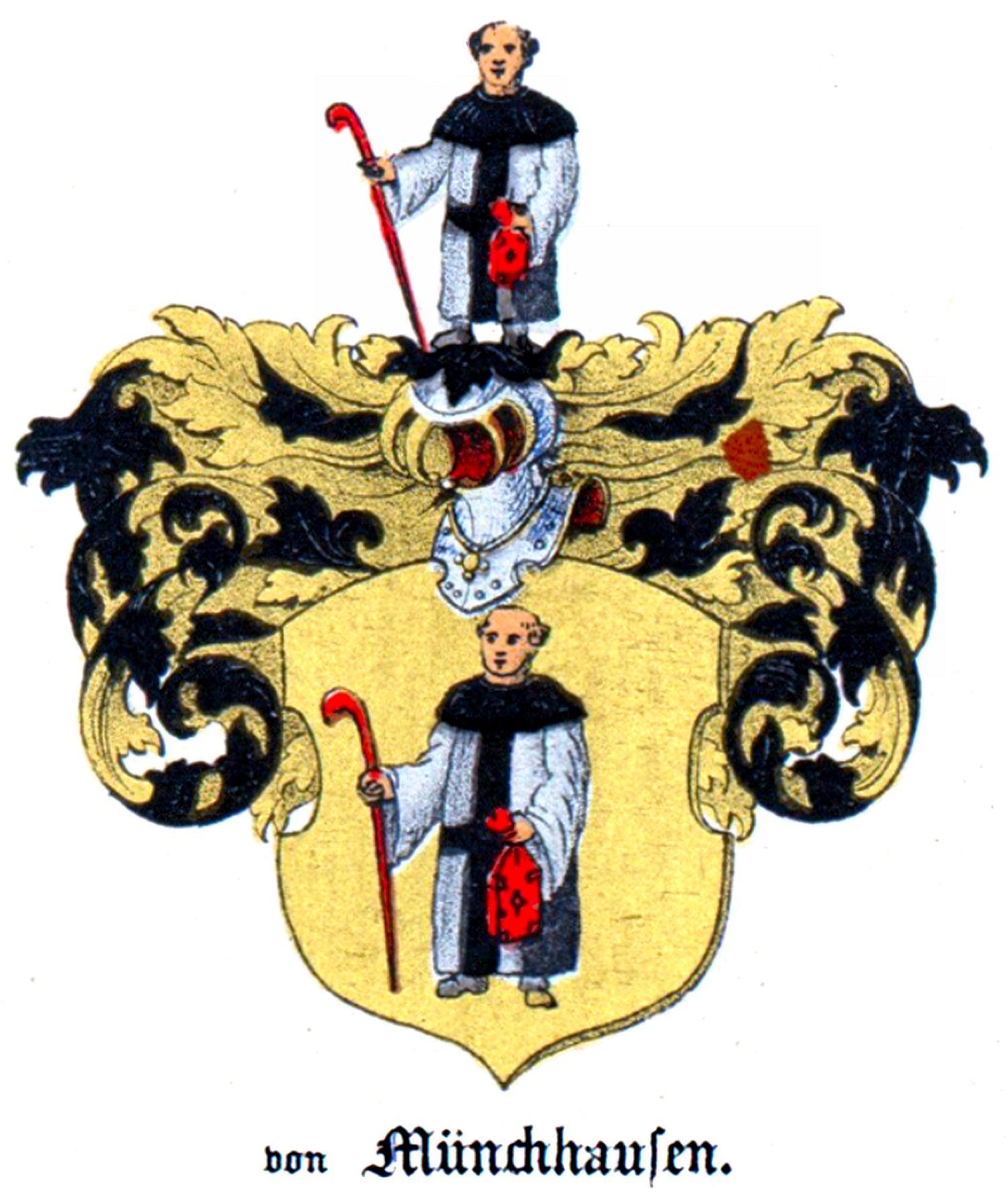
Wappen von Adolf Matthias Hildebrandt im Baltischen Wappenbuch
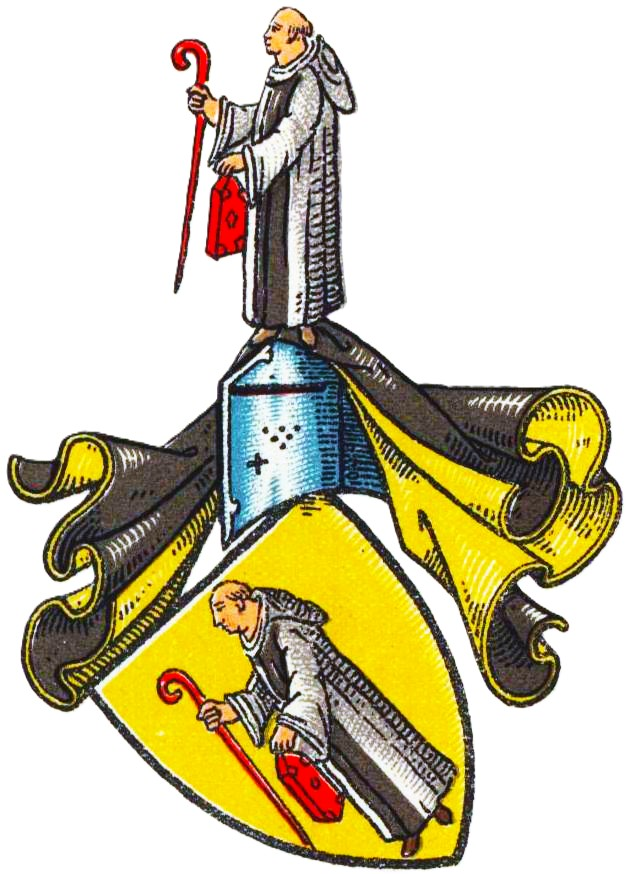
Wappen derer von Münchhausen im Wappenbuch des Westfälischen Adels
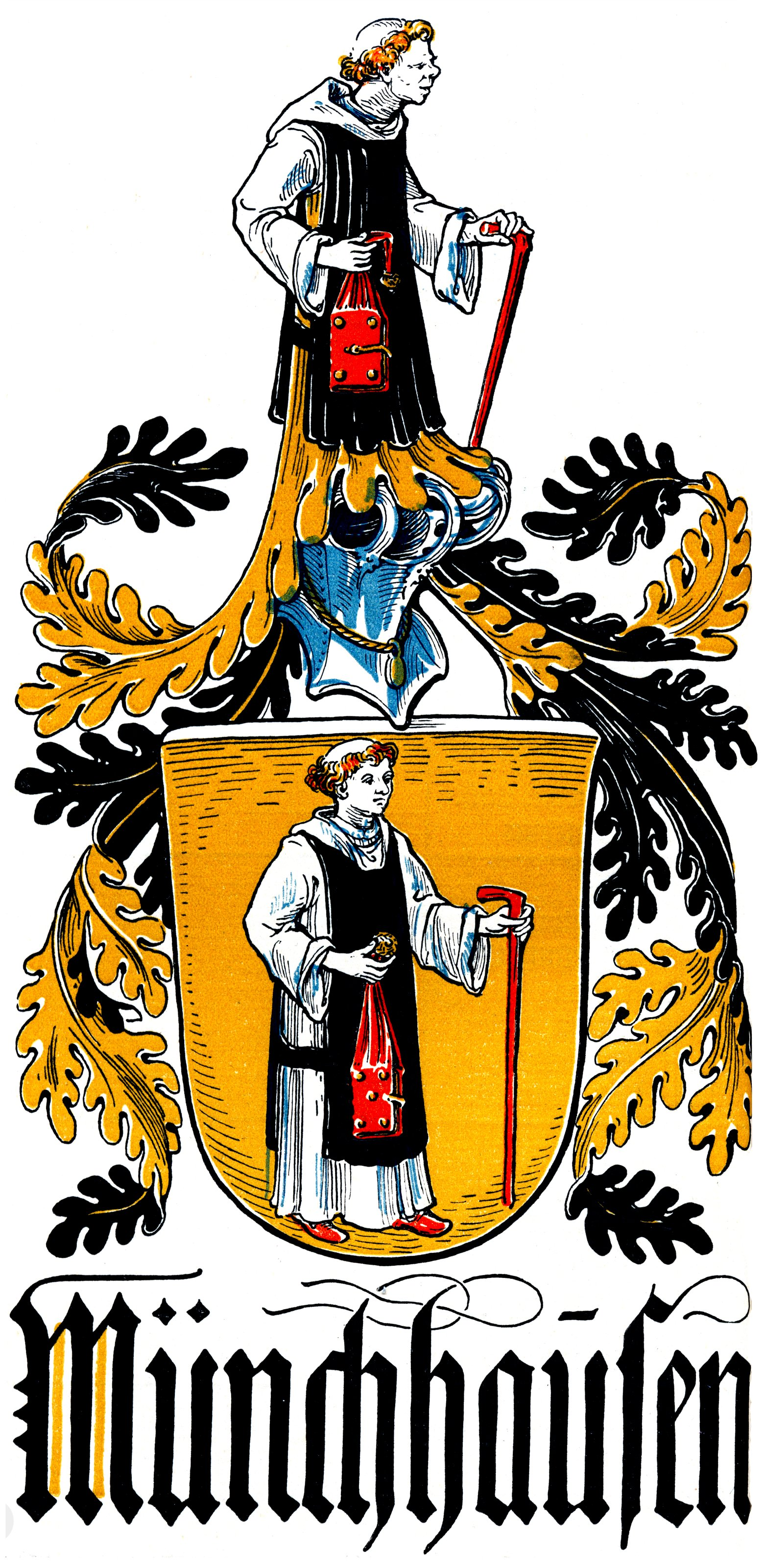
Wappengrafik von Otto Hupp im Münchener Kalender von 1915

## Bekannte Vertreter (chronologisch)

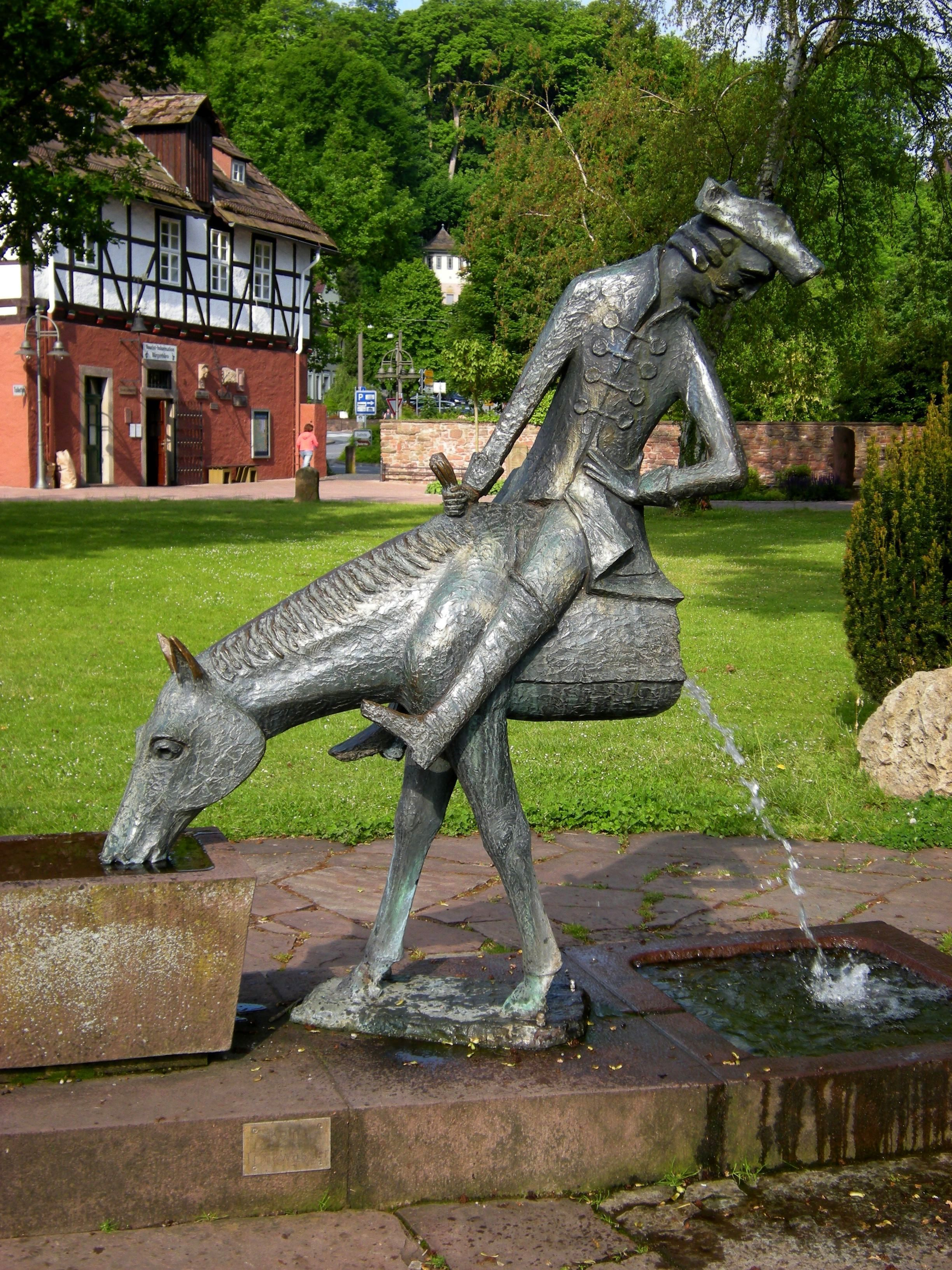
Münchhausen-Brunnen am Münchhausenmuseum Bodenwerder

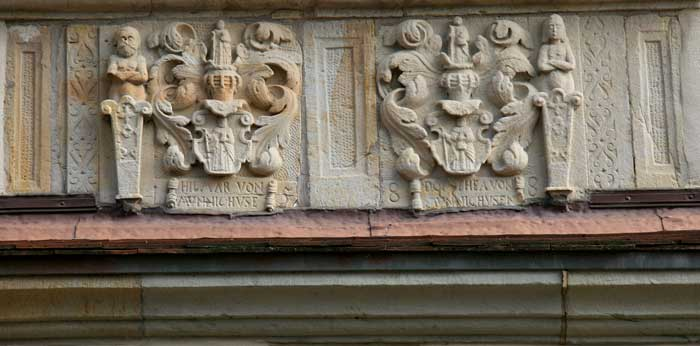
Allianzwappen der Eheleute Hilmar der Jüngere von Münchhausen aus dem Hause Rinteln (1558–1617), schwarze Linie, und Dorothea von Münchhausen (1568–1624) aus dem Hause Apelern-Lauenau-Oldendorf, weiße Linie, am Torhaus von Schloss Schwöbber

### Schwarze Linie
- Stacius von Münchhausen († 1517), Vater des Obristen Hilmar
- Hilmar von Münchhausen (1512–1573), deutscher Söldnerführer, königlich spanischer Obrist
- Statius von Münchhausen (1555–1633), vierter Sohn des Obristen Hilmar, bedeutender Unternehmer, Bauherr der Schlösser Bevern und Neuhaus Leitzkau
- Hilmar der Jüngere von Münchhausen (1558–1617), fünfter Sohn des Obristen Hilmar, Vollender von Schwöbber, Bauherr von Schloss Wendlinghausen
- Börries von Münchhausen (1587–1646), Geheimer Kammerrat und Inhaber des Amts Aerzen
- Christoph Friedrich von Münchhausen (1644–1700), kurbrandenburgischer Landrat, Obersteuerdirektor und Rittergutsbesitzer, Bergbauunternehmer und Domherr zu Halberstadt
- Gerlach Heino von Münchhausen (1652–1710), Kammerherr des Großen Kurfürsten, später Oberstallmeister Friedrichs I.
- Gerlach Adolph von Münchhausen (1688–1770), Premierminister im Kurfürstentum Braunschweig-Lüneburg (Kurhannover), Gründer und erster Kurator der Georg-August-Universität Göttingen
- Philipp Adolph von Münchhausen (1694–1762), hannoverscher Minister, Leiter der Deutschen Kanzlei in London
- Otto von Münchhausen (1716–1774), deutscher Botaniker
- Hieronymus Carl Friedrich Freiherr von Münchhausen (1720–1797), der literarisch und filmisch verarbeitete „Lügenbaron“
- Ernst Friedemann von Münchhausen (1724–1784), preußischer Regierungspräsident und Justizminister
- August von Münchhausen (1788–1841), preußischer Offizier und Landrat im Mansfelder Gebirgskreis
- Ferdinand Freiherr von Münchhausen (1810–1882), Oberpräsident der preußischen Provinz Pommern
- Thankmar von Münchhausen (Diplomat) (1835–1909), deutscher Konsul in Jerusalem und evangelischer Verbandsfunktionär
- Hermann August Freiherr von Münchhausen (1856–1922), Gutsbesitzer und Pferdezüchter
- Ernst Friedemann Freiherr von Münchhausen (1865–1936), Landrat des preußischen Landkreises Eckartsberga
- Rembert Freiherr von Münchhausen (1884–1947), Landrat des Kreises Stolzenau
- Max von Münchhausen (1868–1920), Schriftsteller und Journalist
- Friedemann Freiherr von Münchhausen (1906–2002), Jurist und Staatssekretär
- Thankmar von Münchhausen (* 1932), Journalist und Autor
- Marco von Münchhausen (* 1956), Jurist und Sachbuchautor
- Anna von Münchhausen (* 1953), deutsche Journalistin, Textchefin der Wochenzeitung Die Zeit bis 2018

### Weiße Linie
- Christoph von Münchhausen zu Haddenhausen († 1565), 1558/60 dänischer Statthalter von Estland
- Johann von Münchhausen († 1572), 1540/60 Bischof von Kurland und 1542/60 Bischof von Ösel
- Ludolph von Münchhausen (1570–1640), auf Oldendorf und Remeringhausen, wurde bekannt durch seine große Bibliothek.
- Heinrich Burchard von Münchhausen (1659–1717), Drost des Stifts Walkenried und Gutsbesitzer zu Gatterstädt
- Hieronymus von Münchhausen (1680–1742), braunschweigischer Geheimrat, Kammerpräsident und Oberberghauptmann
- Christoph Johann von Münchhausen (1659–1756), Kreishauptmann und Kammerrat im Fürstentum Querfurt
- Johann Gottlieb Bernhard von Münchhausen (1727–1799), kursächsischer Kreisdirektor im Fürstentum Querfurt
- Friedrich Ludwig von Münchhausen (1758–1827), 1809/13 Maire von Braunschweig
- Karl Ludwig August Heino von Münchhausen (1759–1836), hessischer Offizier und Schriftsteller
- Christian von Münchhausen (1781–1832), braunschweigischer Generalmajor, Oberstaatsrat und Oberhofmarschall
- Börries Wilhelm von Münchhausen (1794–1849), Jurist und Diplomat
- Alexander von Münchhausen (1813–1886), Ministerpräsident des Königreichs Hannover
- Börries von Münchhausen (1874–1945), Schriftsteller und Balladendichter
- Hans Georg von Münchhausen (1877–1952), Landrat des Kreises Wittlage

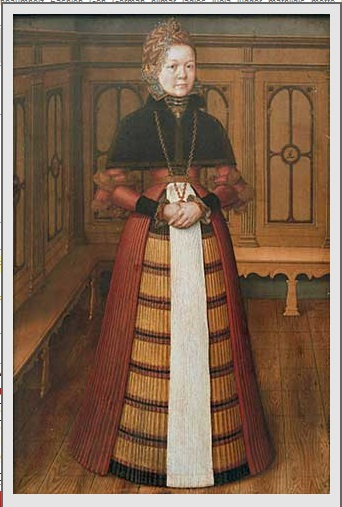
Mathildis (gen. Mette) von Münchhausen, Tochter des Obristen Hilmar, Gemälde von Ludger tom Ring d. J. in der Kunsthalle Hamburg
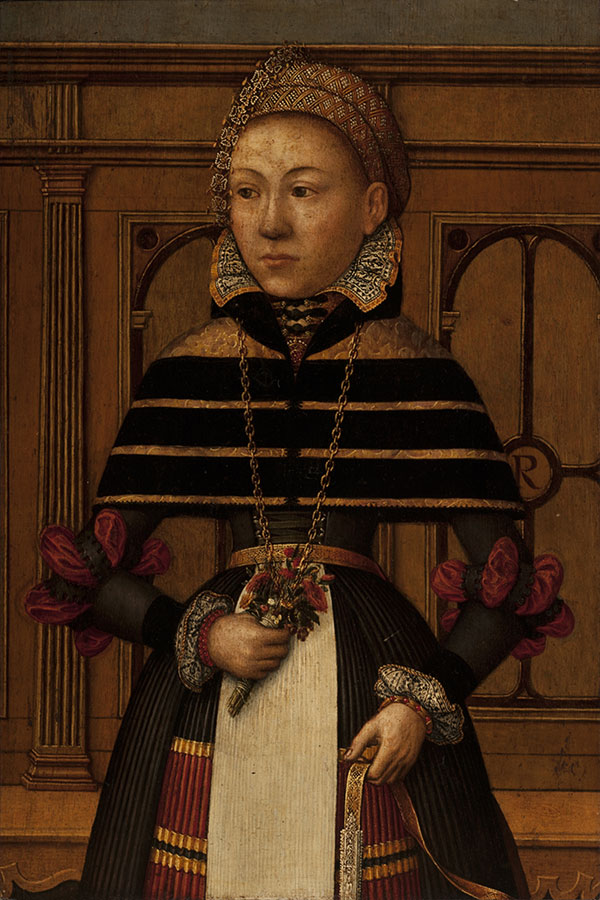
Margarete von Münchhausen, Tochter des Obristen Hilmar, Schwester der Mette, Gemälde von Ludger tom Ring d. J. im Kunstmuseum Havanna
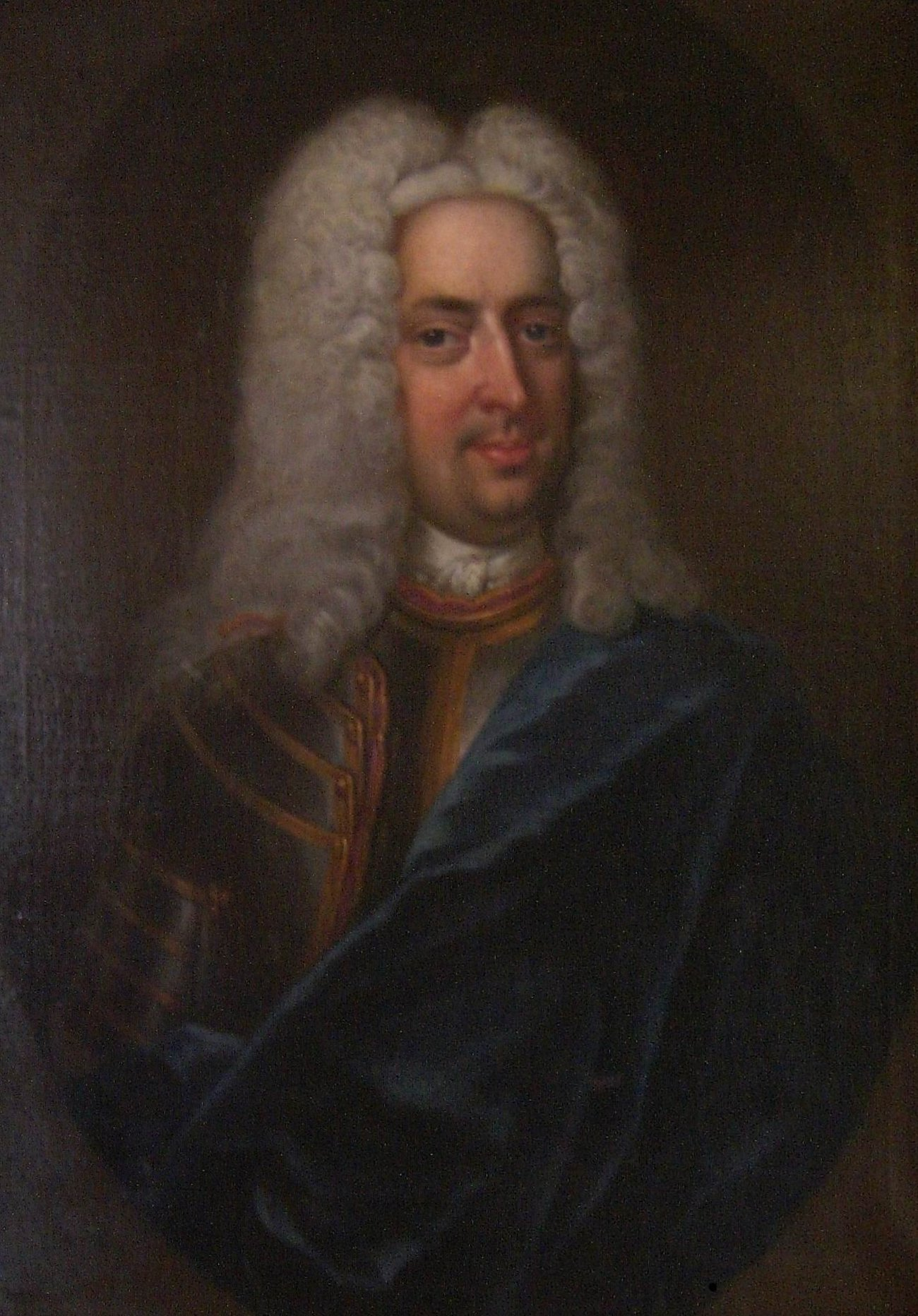
Gerlach Adolph Freiherr von Münchhausen (1688–1770), Premierminister des Kurfürstentums Hannover, Gründungskurator der Göttinger Universität
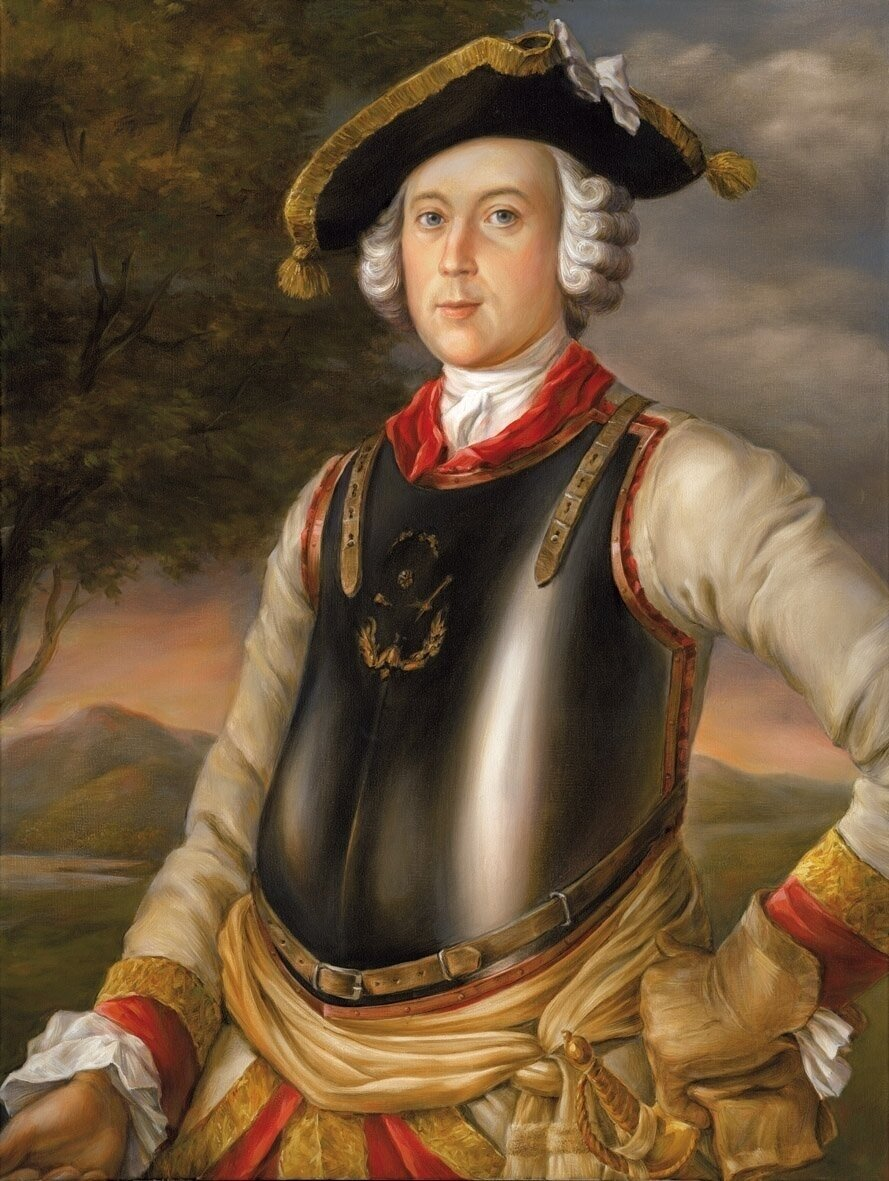
Freiherr Hieronymus von Münchhausen (1720–1797) auf Bodenwerder, Rittmeister, humorvoller Geschichtenerzähler

## Besitz

### Historische Besitze der Familie

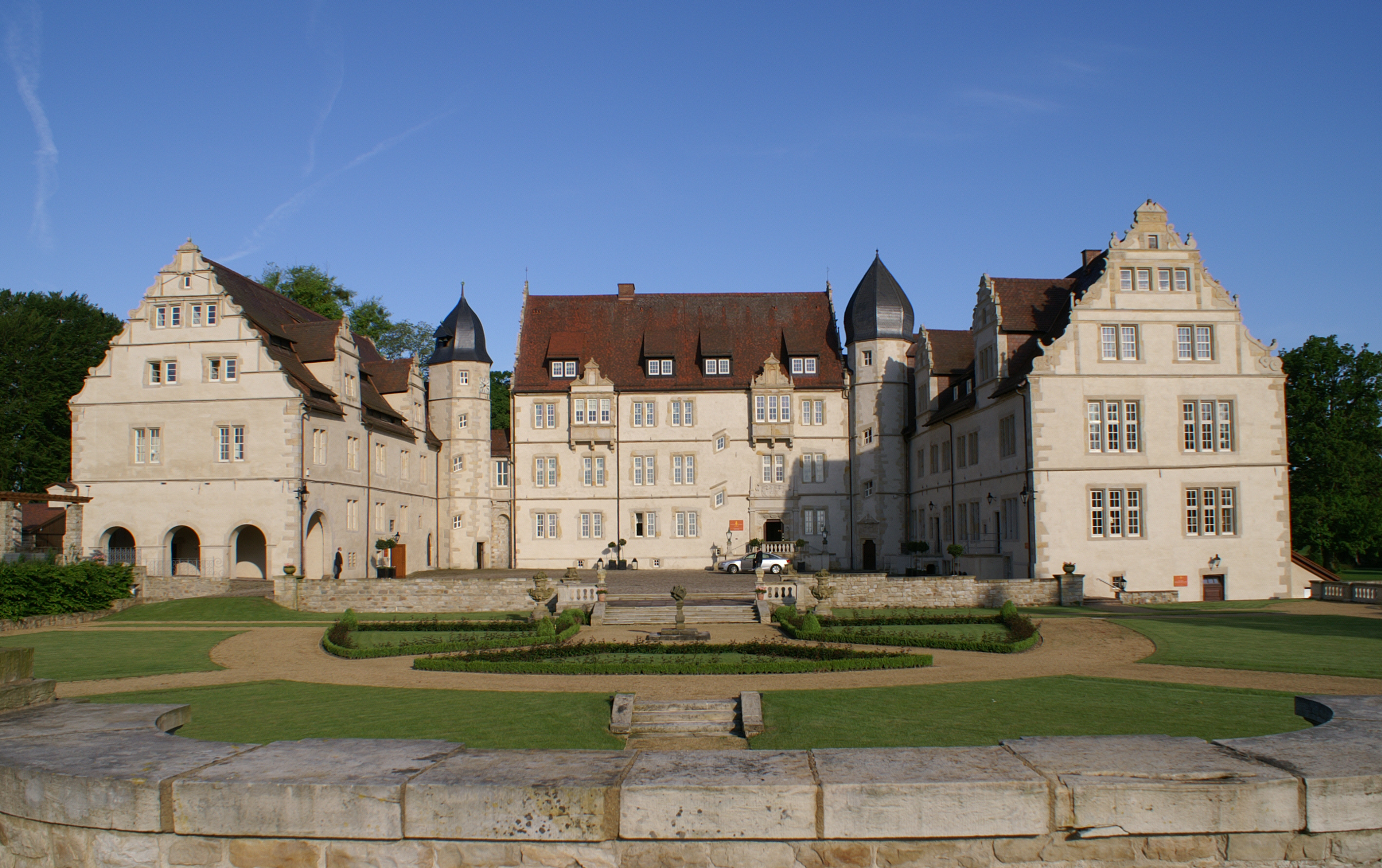
Schloss Schwöbber (1510 bis 1919)
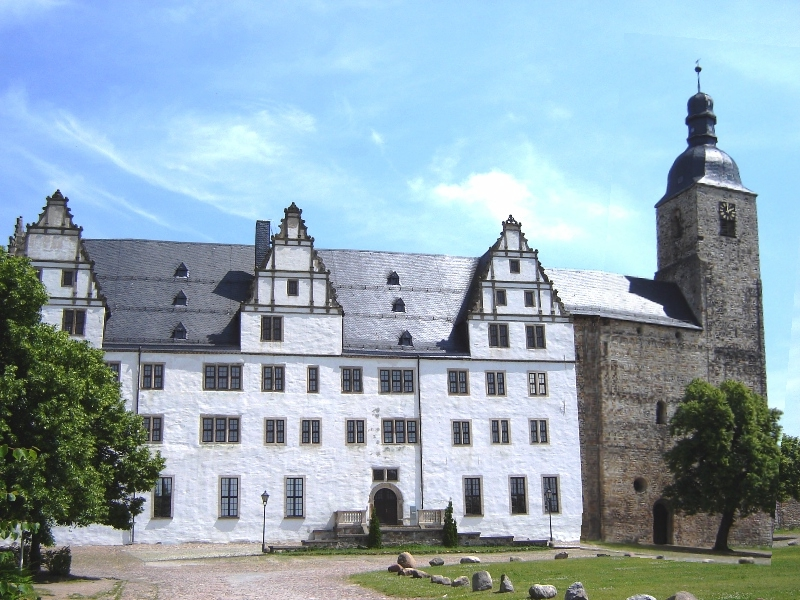
Schloss Althaus und Neuhaus Leitzkau (1564 bis 1945)
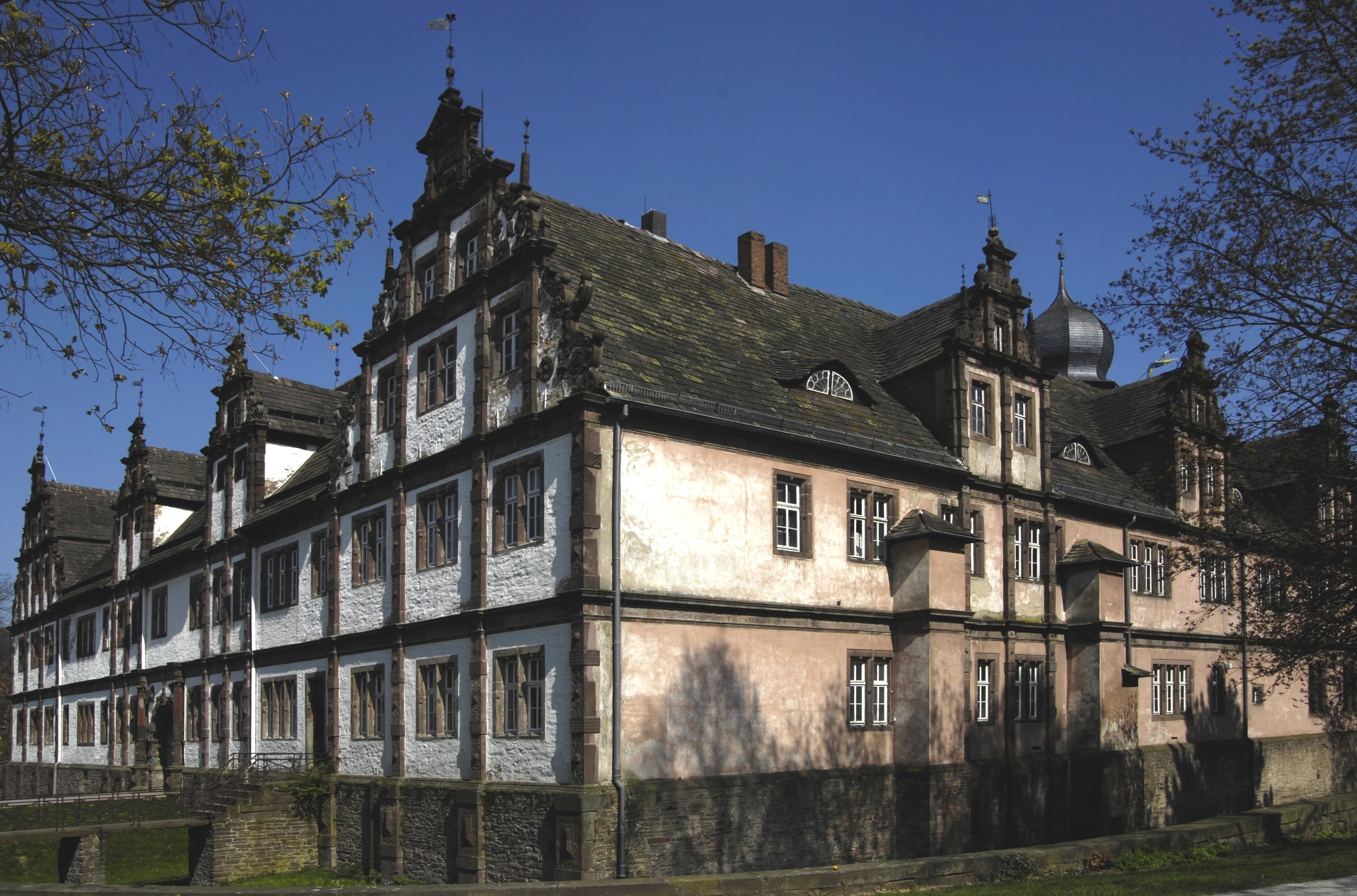
Schloss Bevern
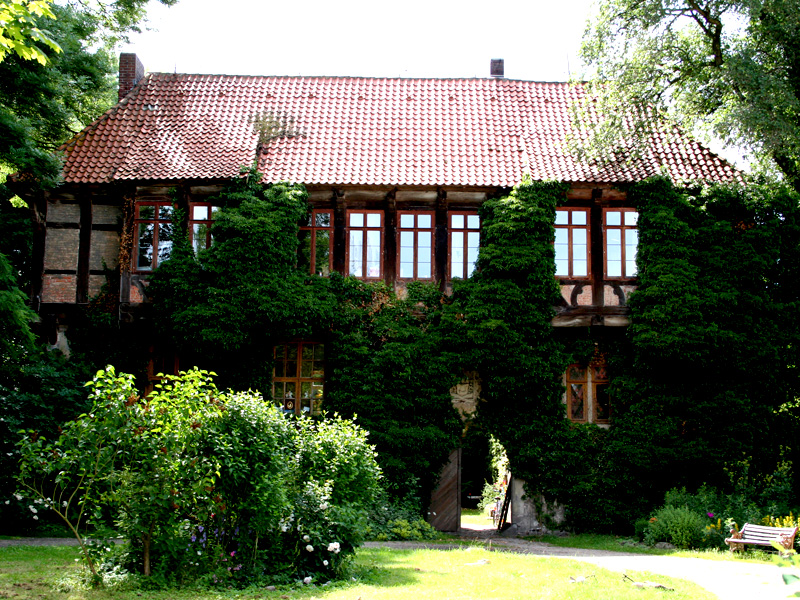
Schloss Brokeloh
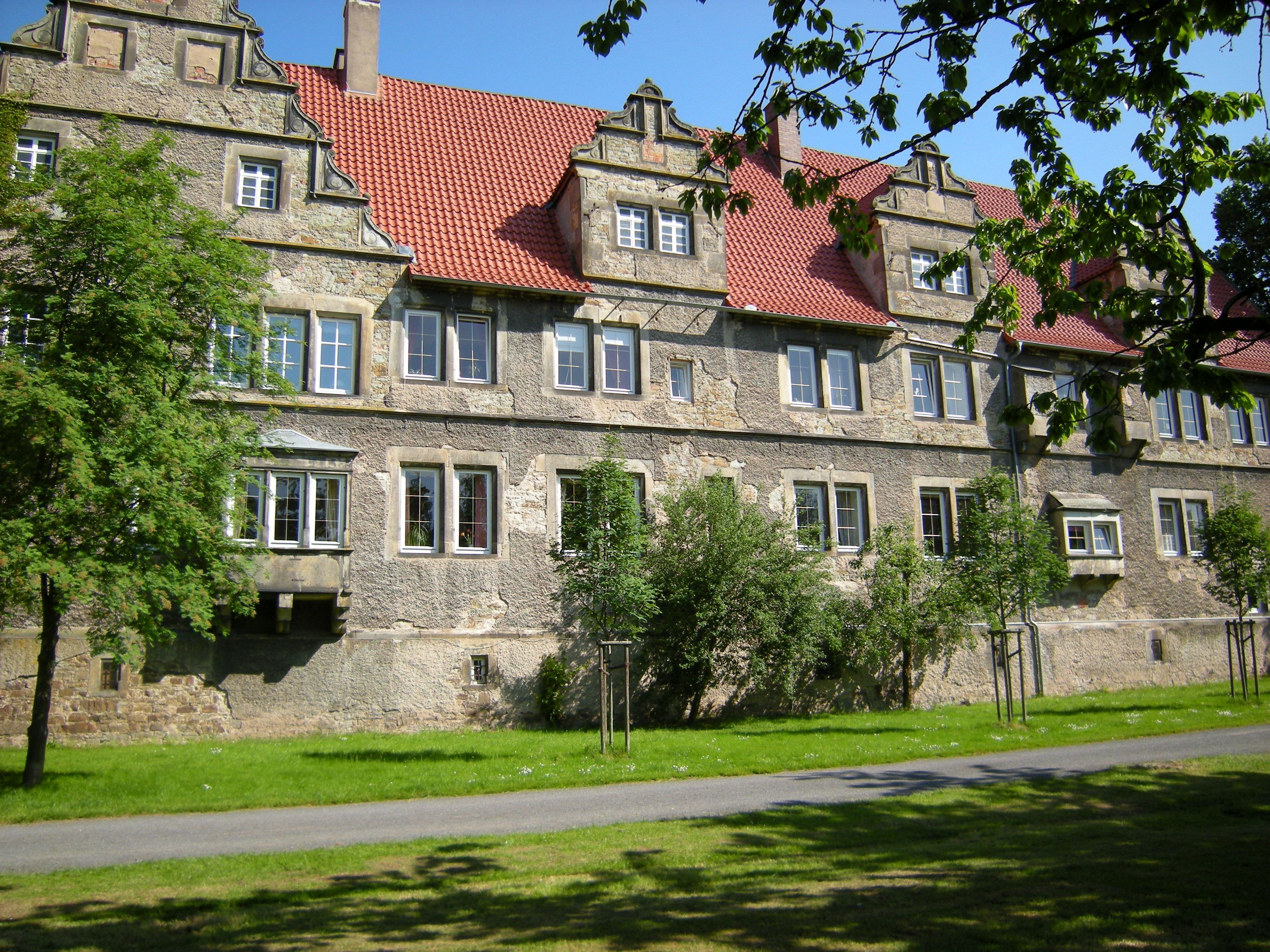
Münchhausenhof Hessisch-Oldendorf (1565 bis 1947)
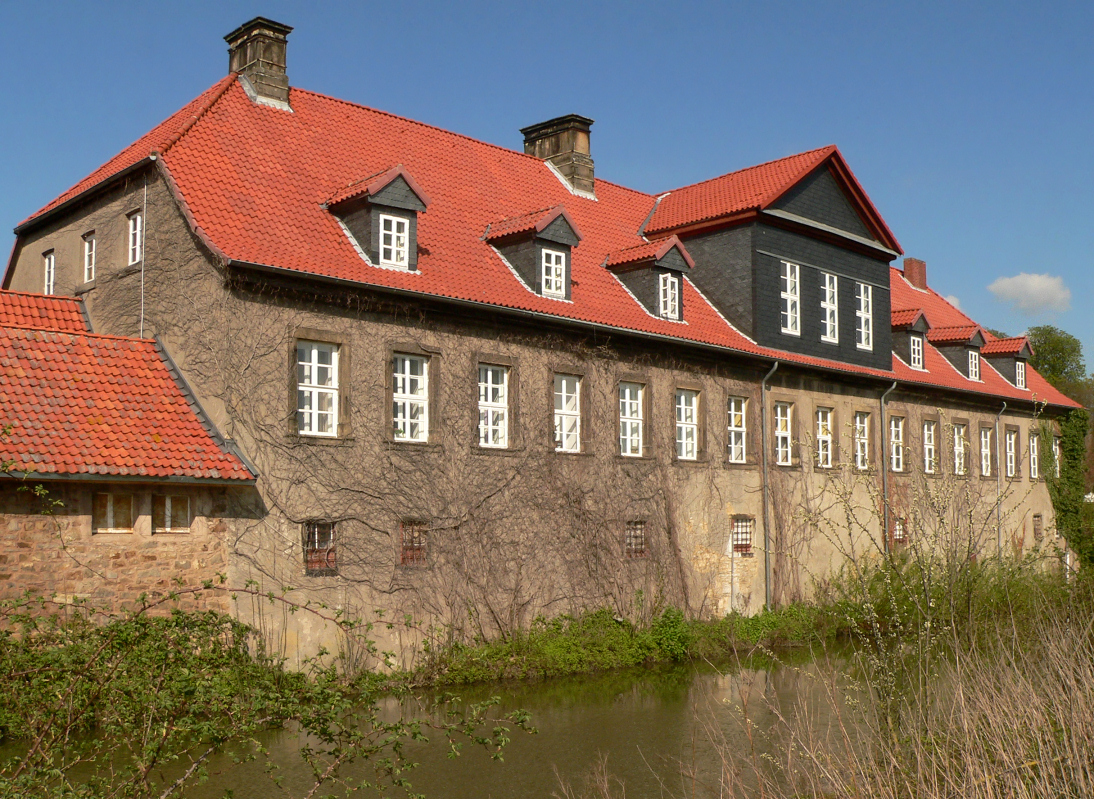
Rittergut Remeringhausen (1599 bis 1952)
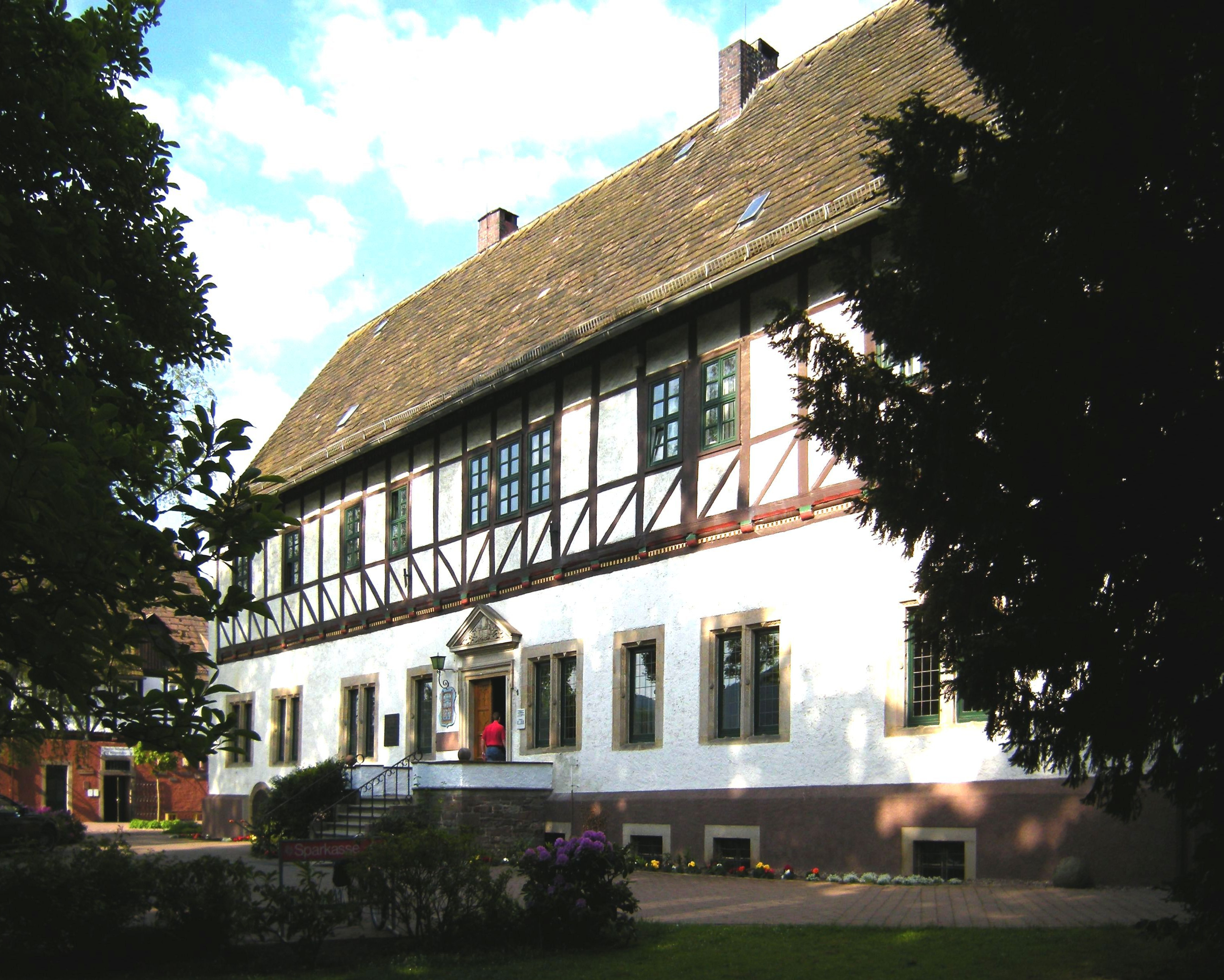
Schloss Münchhausen in Bodenwerder
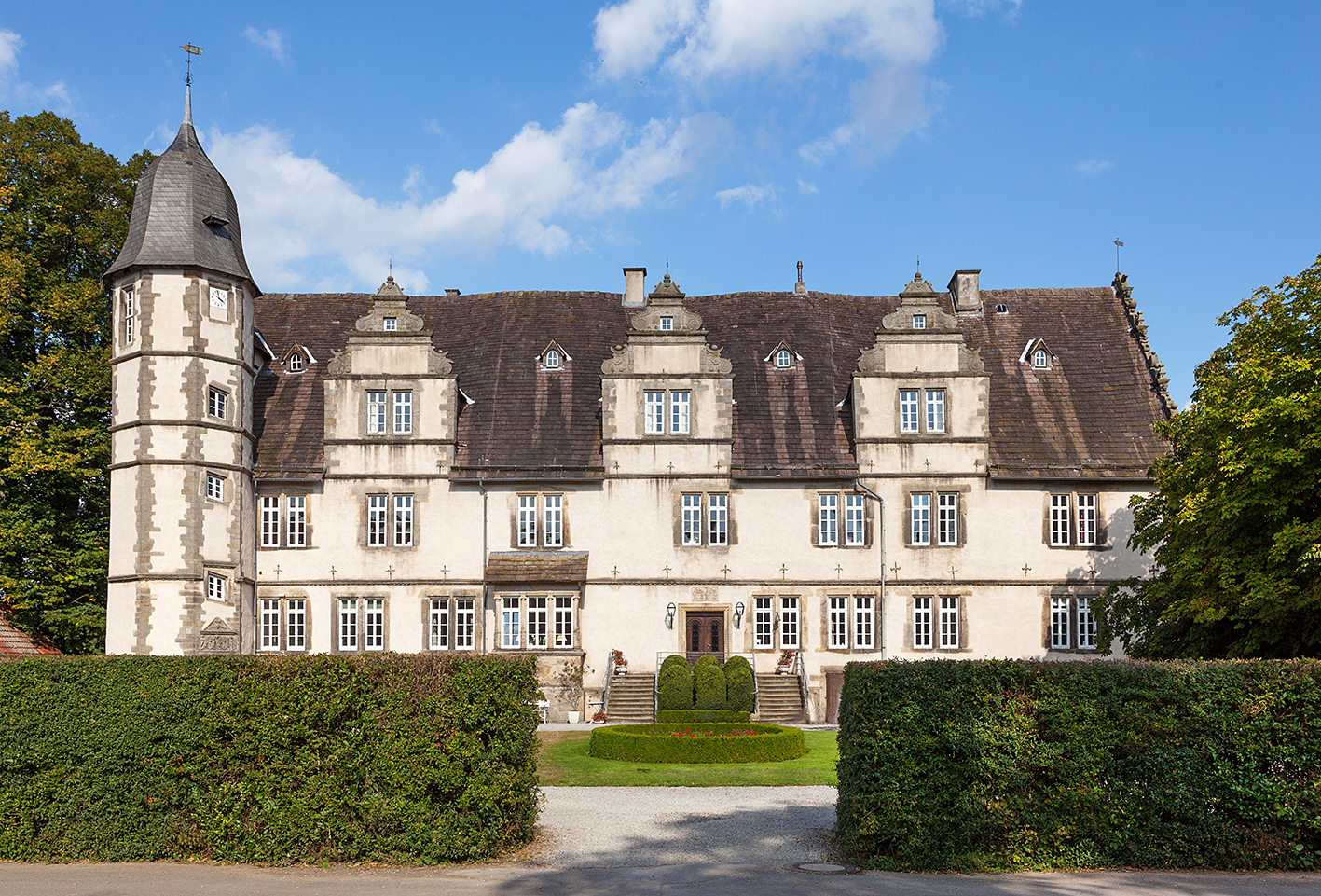
Schloss Wendlinghausen (1566 bis 1730)
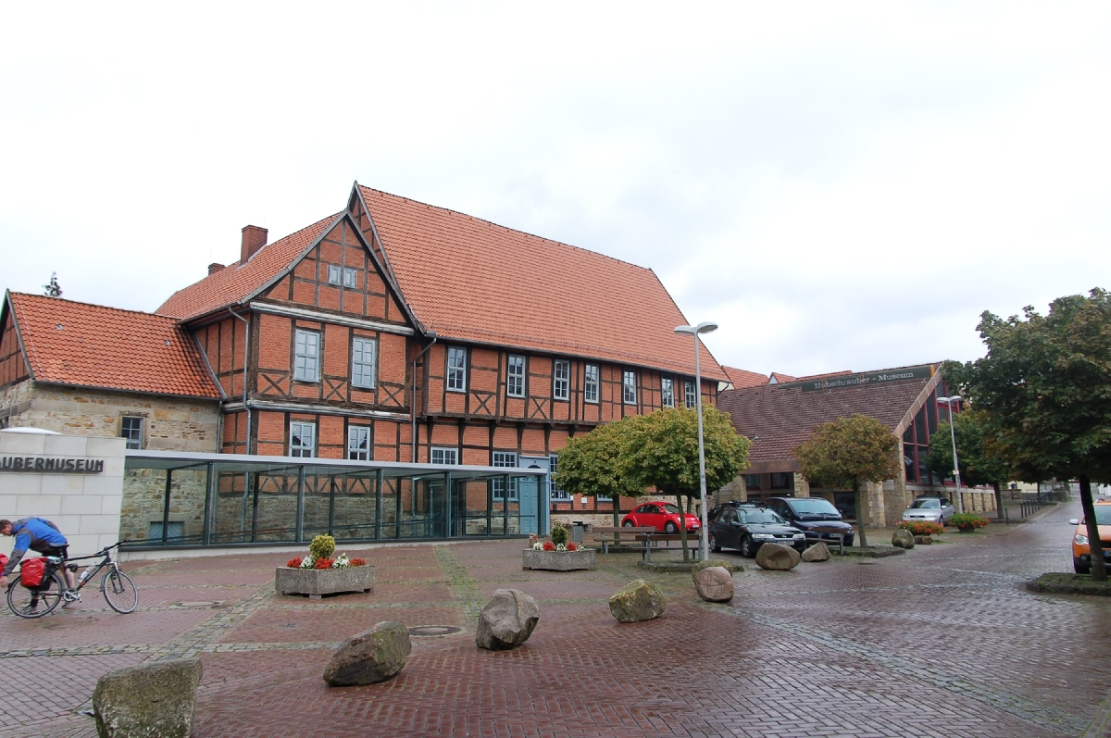
Münchhausen-Burgmannshof in Bückeburg
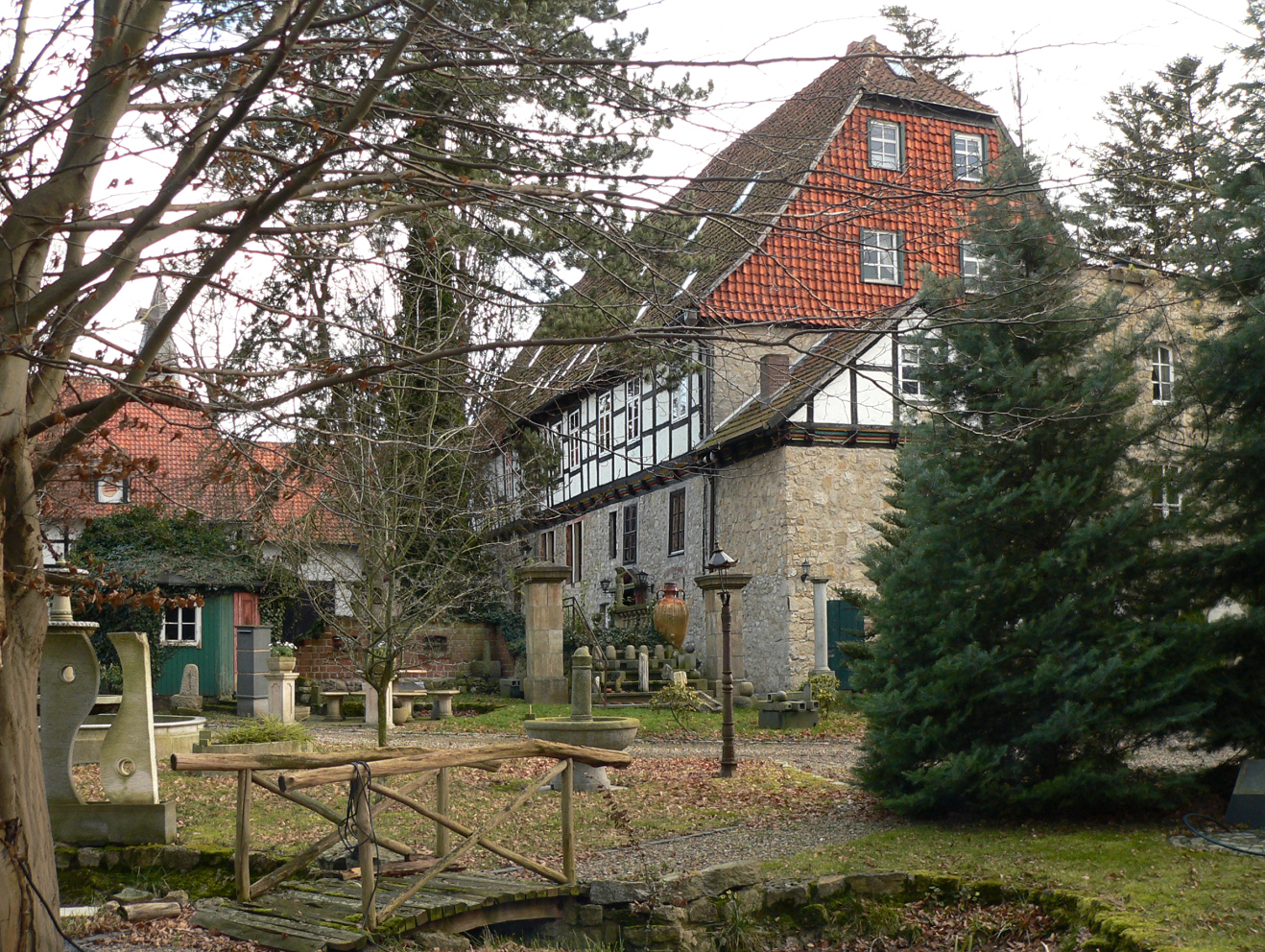
Rittergut Bolzum
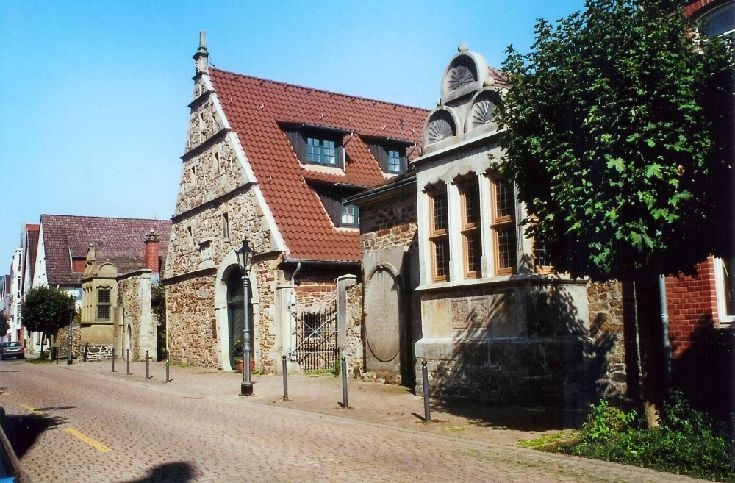
Münchhausen-Burgmannshof Rinteln
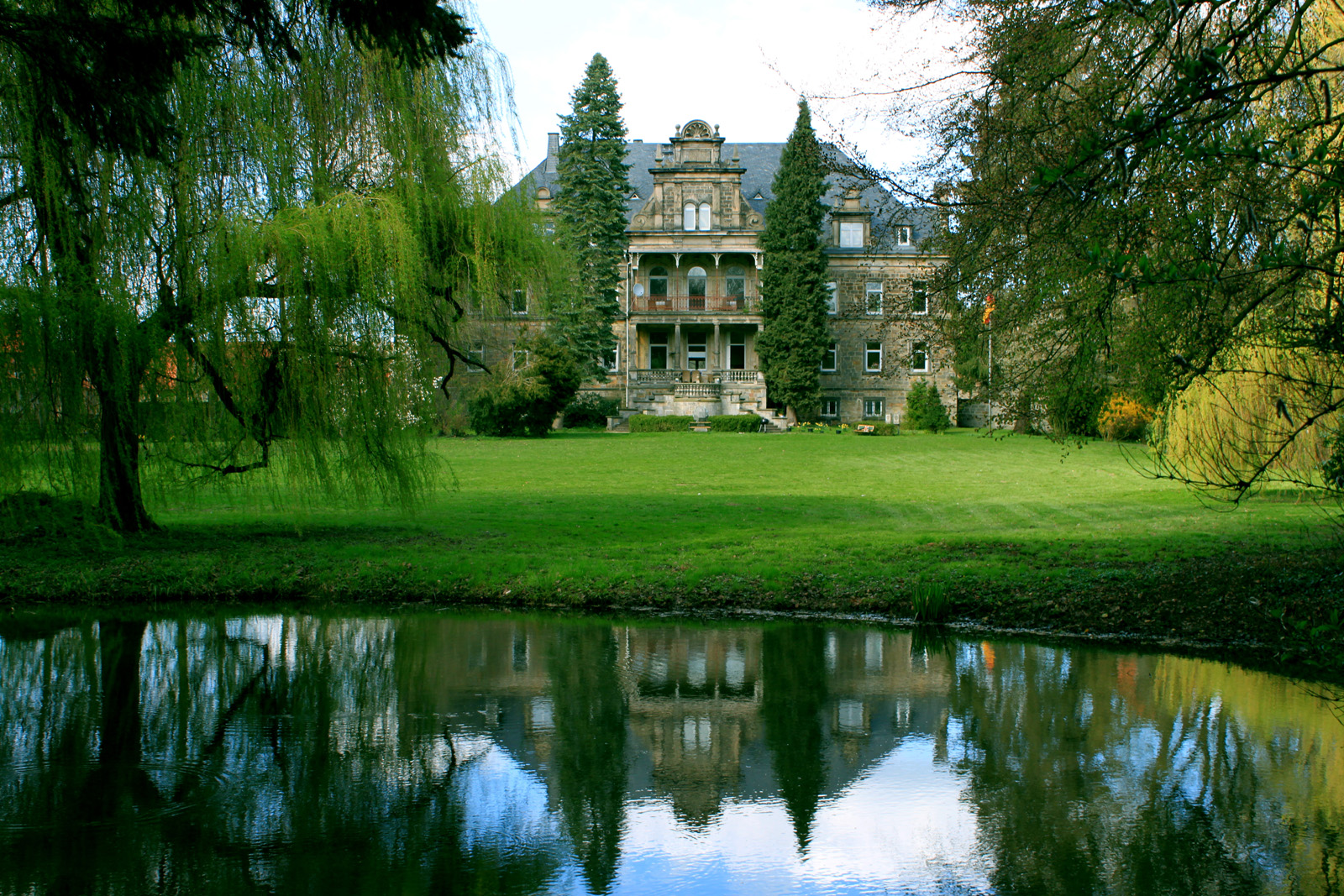
Rittergut Voldagsen (1628 bis 1878)
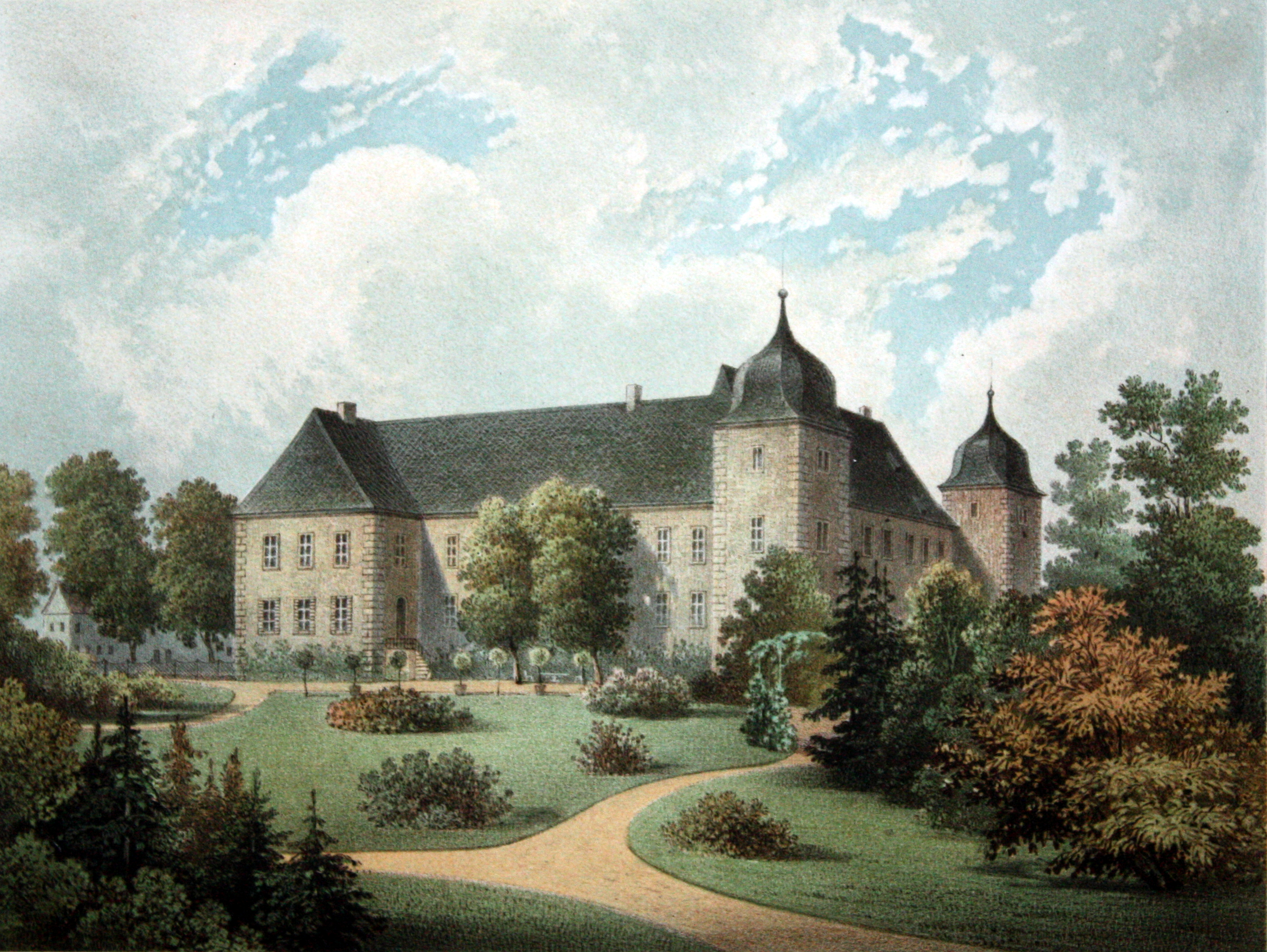
Schloss Straußfurt (1706 bis 1917)
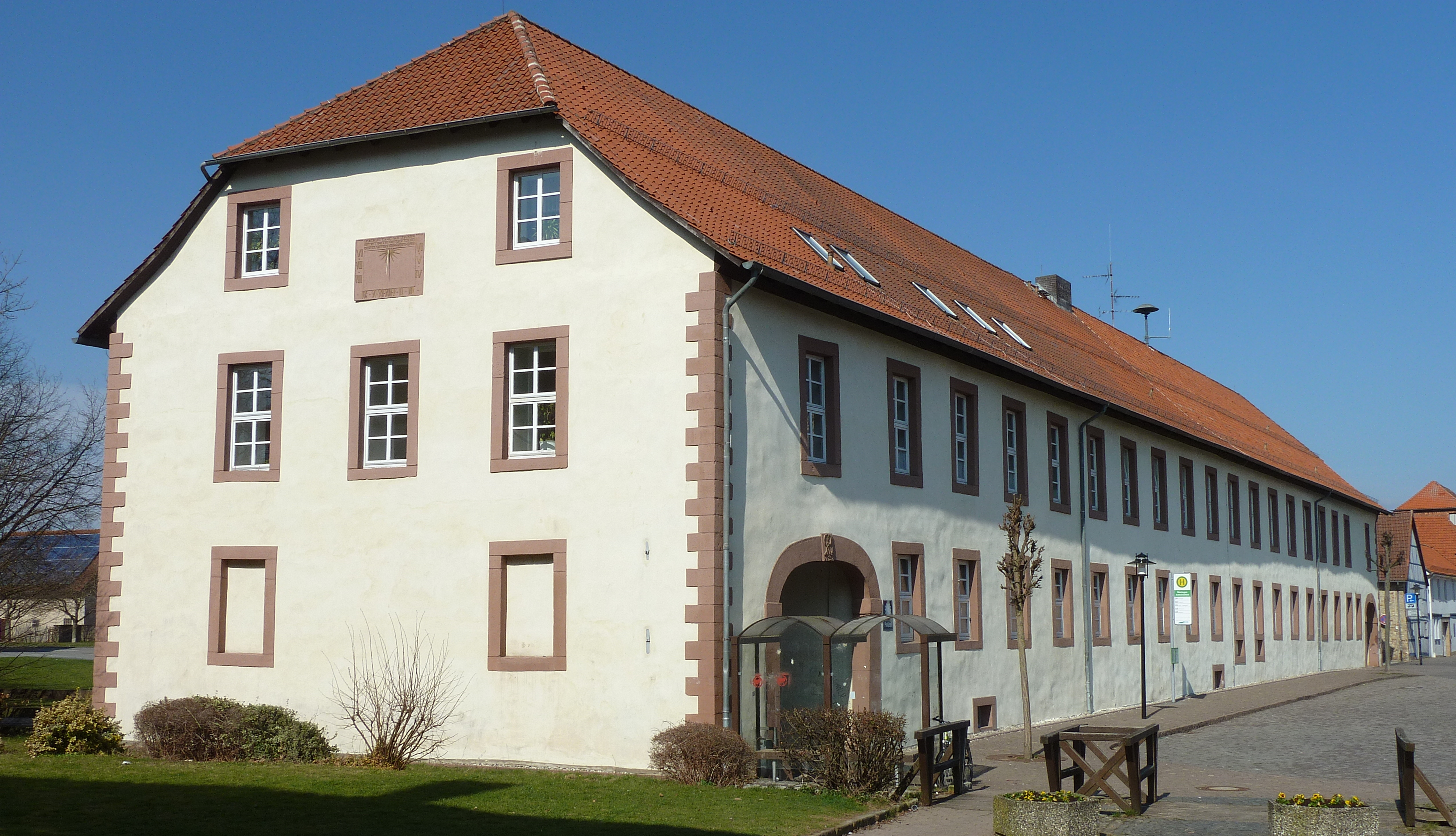
Rittergut Moringen (1739 bis 1945)
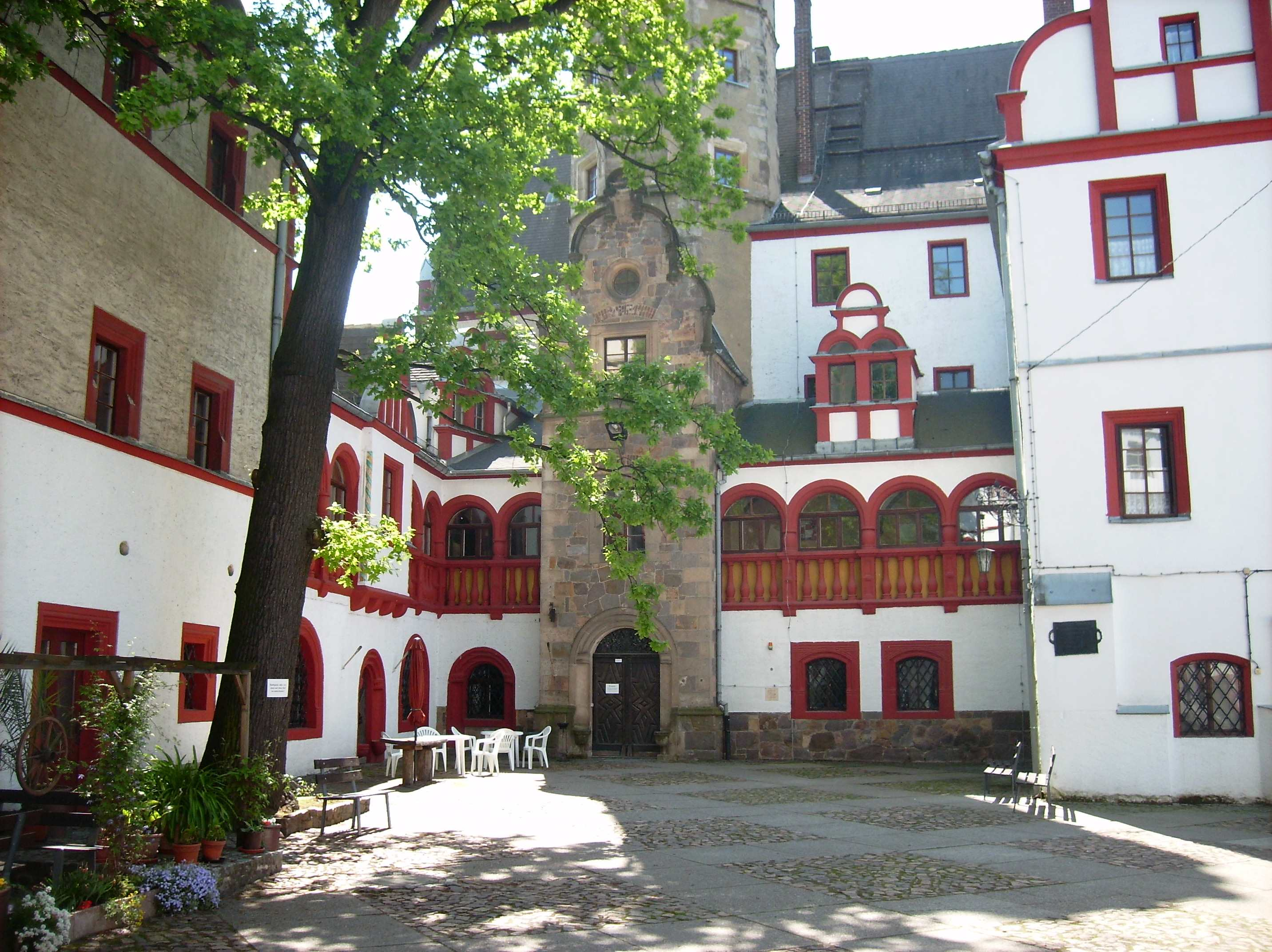
Schloss Windischleuba (1880 bis 1945)
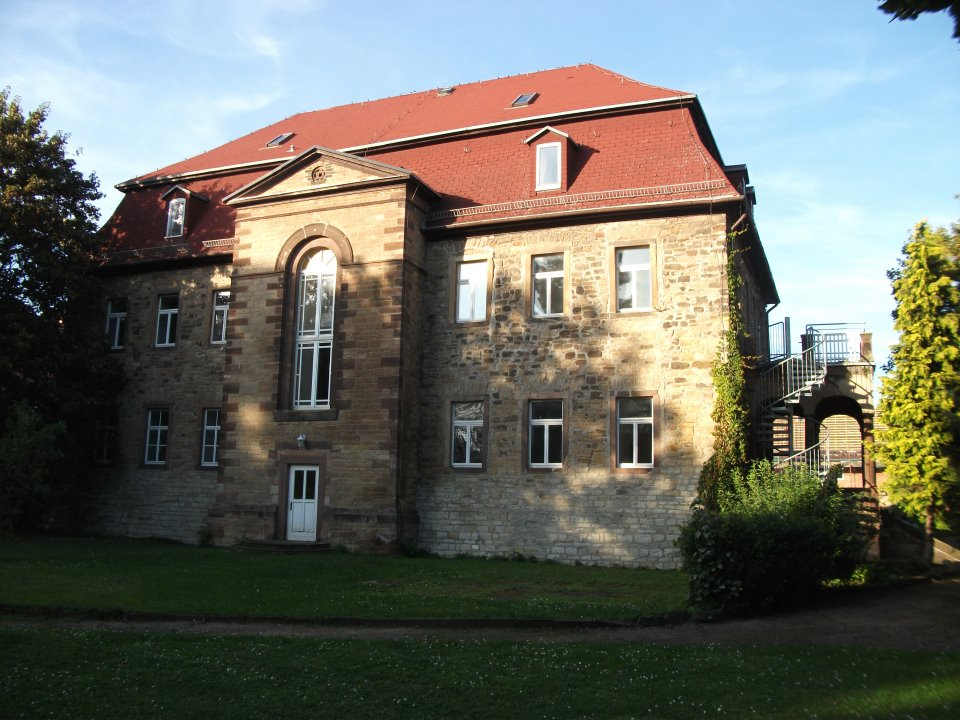
Gut Nausitz (1920 bis 1945)
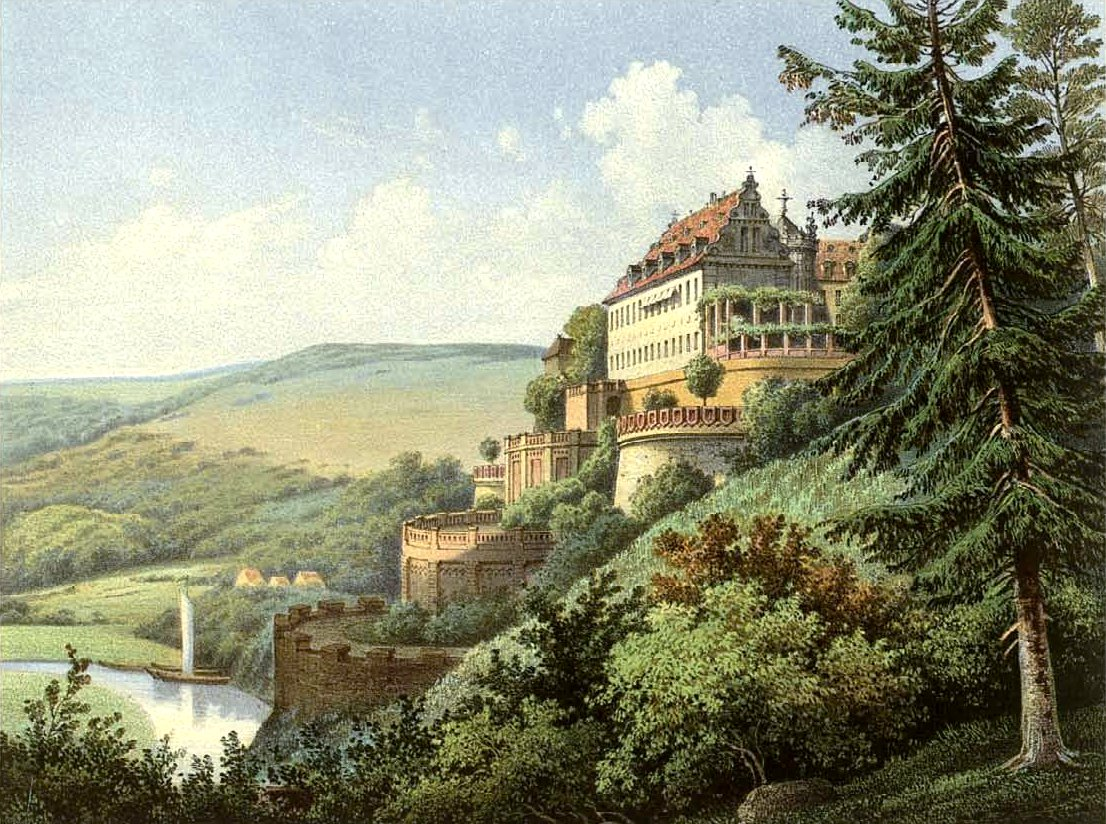
Schloss Vitzenburg (1930 bis 1945)
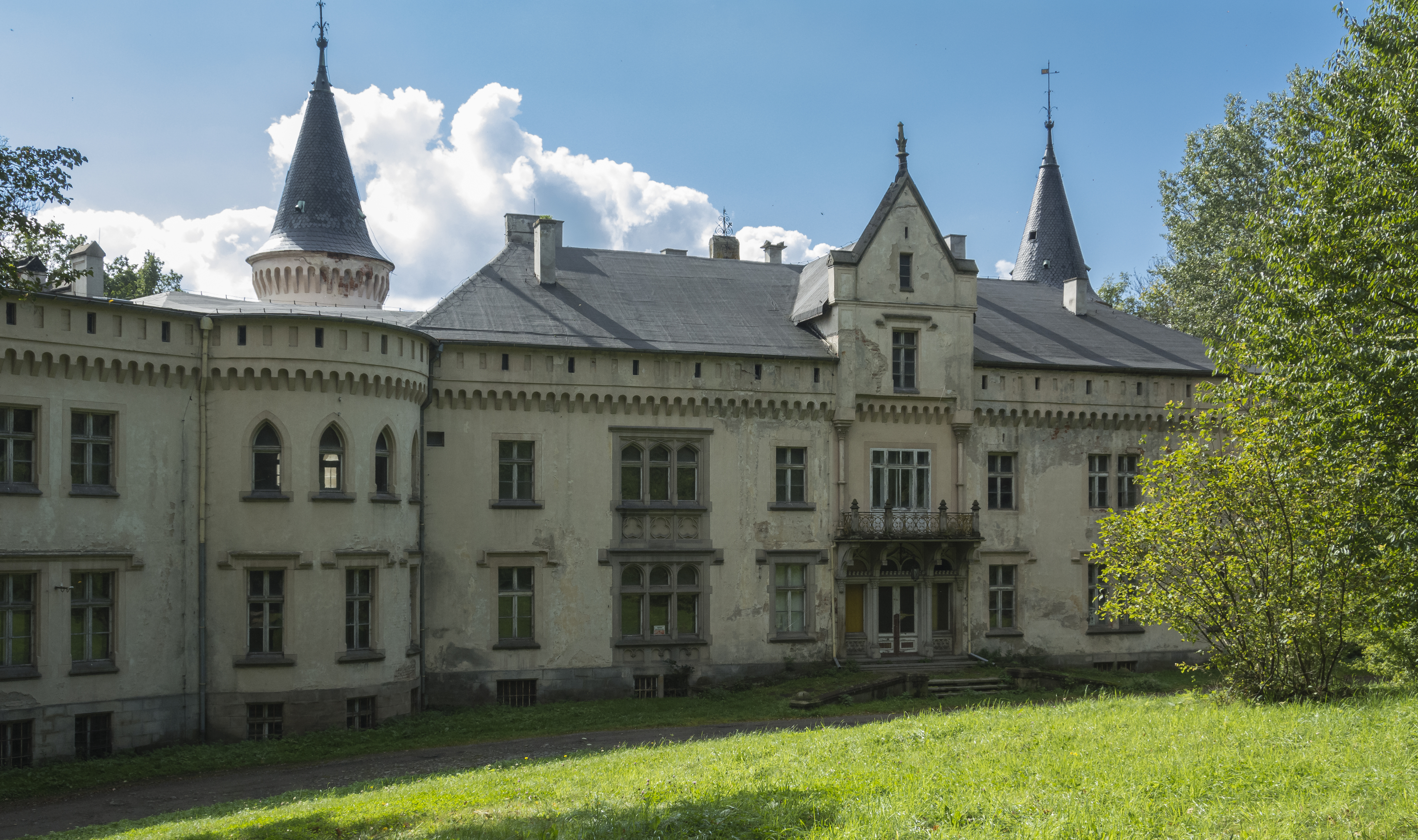
Schloss Niederschwedeldorf (1815–1945)

### Heutige Besitze der Familie

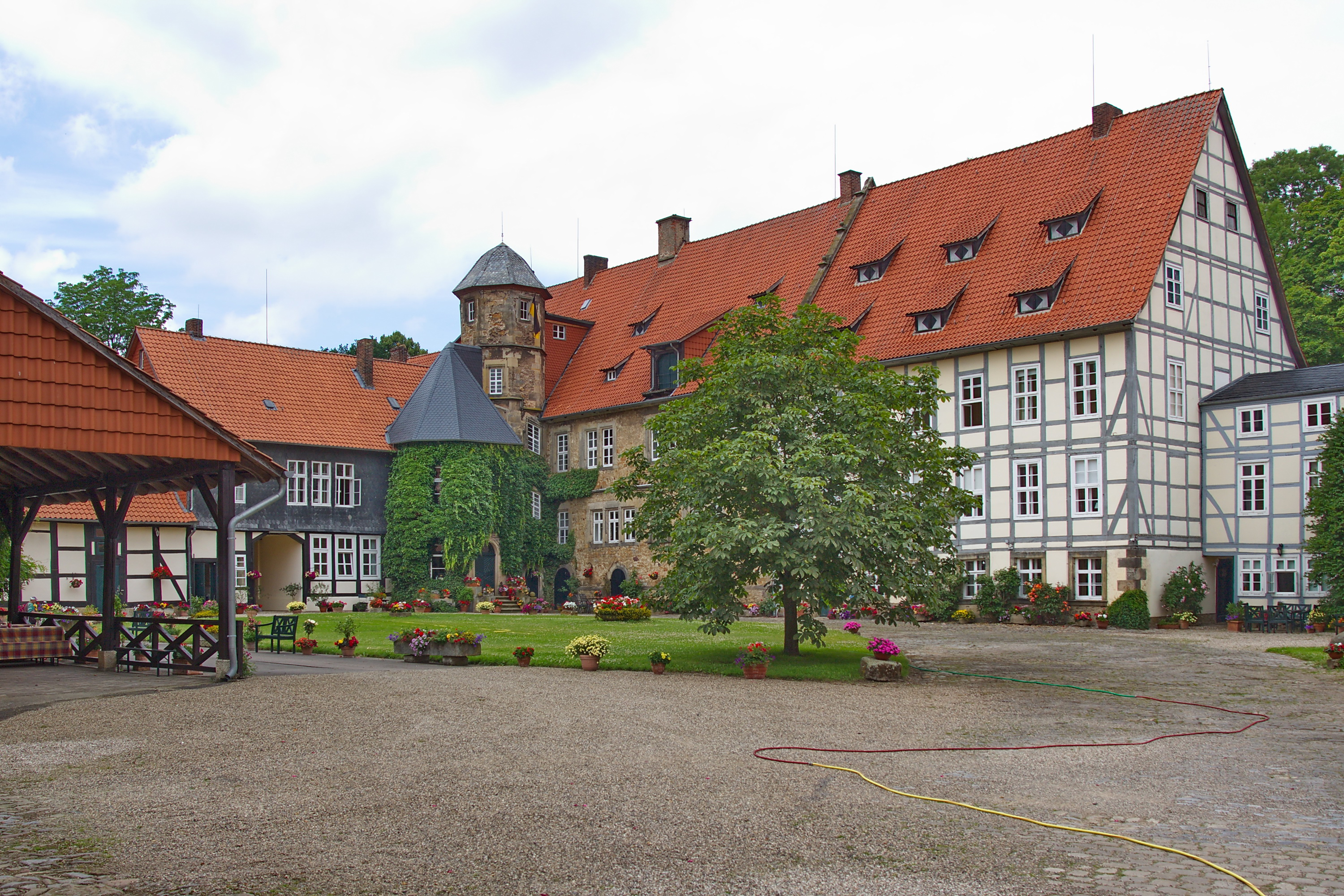
Schloss Apelern
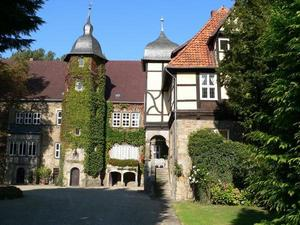
Schloss Schwedesdorf in Lauenau
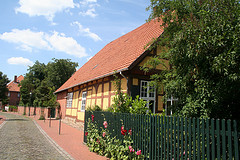
Freihof in Stolzenau
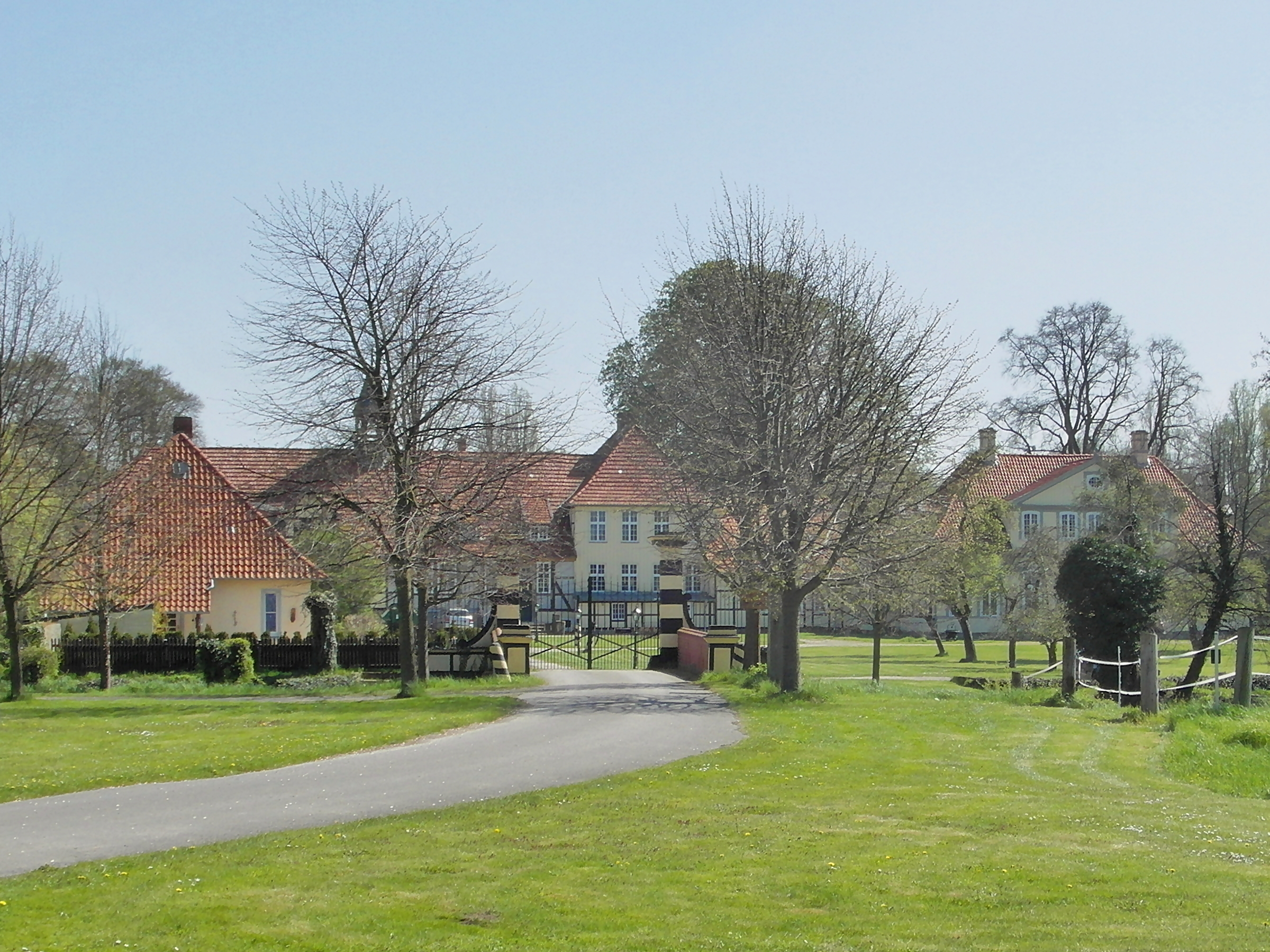
Gut Bettensen
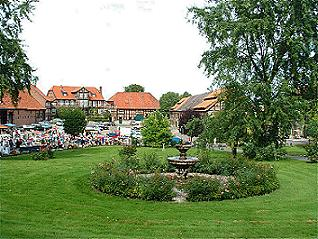
Gut Groß Vahlberg
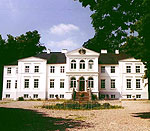
Gut Rosenkrantz